# 桃源暗鬼
『桃源暗鬼』（とうげんあんき）は、漆原侑来による日本の漫画作品。『週刊少年チャンピオン』（秋田書店）にて、2020年28号から連載中。桃太郎を題材としており、現代を舞台に鬼の子孫と桃太郎の子孫の戦いを鬼側の視点で描いたストーリー。2024年5月の時点で、累計発行部数が300万部を突破している。

## 沿革
作者の漆原が『週刊少年チャンピオン』編集部に本作の持ち込みを行った。その時点で3話分の話が描かれていた。クオリティの高さに驚き、「ネームの時点から異才を放っていた」と感じた担当編集者は、漆原と喫茶店で話をしていたところ、仕事の話をするために飲みに誘ったという。その持ち込みがきっかけとなり、2020年6月11日発売の『週刊少年チャンピオン』28号にて連載を開始。
2022年2月、日本国外の展開として、フランスの出版社のカナより本作の単行本の刊行を開始。同年3月、単行本第9巻の発売を記念し、全国5か所で「桃源暗鬼 PremiumShop」を開催。同年9月、イタリアのPaniniのPanini Comicsより本作の単行本の刊行を開始。
2023年6月、本作のプロジェクトが始動される。プロジェクトの始動を記念して、作者の漆原が敬愛する中村明日美子が無陀野無人と花魁坂京夜を描きおろした応援イラストを寄せている。6月8日には「プロジェクト解禁PV」が公開され、本作の公式TikTokも開始されている。同年8月、プロジェクトの第1弾として舞台化を発表。2024年5月7日、同プロジェクトの第2弾としてテレビアニメ化が発表される。翌2025年3月には第3弾としてスマートフォンゲームの制作決定が発表された。
2025年6月6日発売の『月刊少年チャンピオン』7月号より、桃華月詠と桃角桜介を描いたスピンオフ『桃源暗鬼外伝 〜月と桜の狂争曲〜』の連載を開始。漫画は小田童馬が担当。

## ストーリー
プロローグ（仮）（1巻1話 - 1巻4話）
銃が好きな少年・一ノ瀬四季は、高校を退学になるほどの問題児。謎の男に襲われ、四季の運命は大きく動き始まる。実は、四季は父から鬼の血を引き継いでいると告げられる。その後、父・一ノ瀬剛志は、桃太郎機関の桃屋五月雨の圧倒的な攻撃を受け、四季を守り抜くも死亡してしまう。
失意の四季のもとに現れた羅刹学園の教官・無陀野無人は彼の実力を試し、四季は父の敵を討つため羅刹学園に入学することになる。
鬼ごっこ（1巻5話 - 2巻13話）
羅刹学園に入学した四季は皇后崎迅・屏風ヶ浦帆稀と同じ組になり、退学を賭けた鬼ごっこを受けることになる。
四季にとっては未知なる能力、血蝕解放を使いこなす迅に圧倒され、自分の力不足を痛感する四季だが、血を暴走させてしまった帆稀を救うため、自力で血蝕解放に辿り着く。
京都編（2巻14話 - 5巻35話）
鬼ごっこの最中に突如として、鬼機関京都隊からの援護要請を受けた無陀野は教え子とともに京都へやってくる。
そこでは桃太郎機関の桃宮唾切による、鬼たちの一方的な虐殺が行われていた。
京都隊本部である清水寺にて四季は援護部隊という戦場で戦う花魅坂京夜、両親を唾切に殺された少女・芽衣と出会うが唾切の襲撃を受け、桃太郎と京都を舞台に戦うことになる。
練馬編（5巻36話 - 9巻76話）
京都での激闘で炎鬼の力を覚醒させた四季は桃太郎機関でも大きな脅威となっていた。
偵察部隊の活動を学びに練馬へ訪れていた四季たち。ちょっとした偶然から四季は桃太郎機関の副隊長・桃寺神門と出会い意気投合する。
一方、迅は車に轢かれそうになった幼い姉妹を救うために街中で鬼の能力を使用したことで、神門の上司である桃巌深夜に見つかり拉致される。
四季は迅を救出することに成功するも、深夜の卑劣な策略によって濡れ衣を着せられ、神門と対立することになってしまう。
雪山修行編（9巻77話 - 11巻88話）
羅刹学園に帰還した四季たちは、無陀野から修行を課せられる。それは大雪の中、羅刹学園の裏山を登り24時間以内に全員で頂上を目指すというものだった。
非常勤講師である猫咲波久礼、印南幽の妨害に加え、強さを求めることに焦る矢颪碇の身勝手な行動でチームは分断されてしまう。
帆稀を助けるために怪我を負い倒れた四季だが、帆稀の懸命な働きによって意識を取り戻す。四季はなぜ帆稀が自分をそんなに卑下するのかを問うと、帆稀は自分が一般人を殺してしまった過去を語り始める。
華厳の滝跡地研究所編(11巻89話 - 19巻162話)
桃太郎機関本部では羅刹学園および四季の脅威を議題とした会議が行われる一方で、鬼機関に属さない過激派組織鬼國隊の存在が注目されていた。ある日、鬼國隊大将にして風属性の鬼神の子である等々力颯が四季を仲間に引き入れるために羅刹学園を訪れる。
颯からのスカウトを断る四季であったが、桃太郎を殺すための強さを目的とする矢颪が羅刹学園と決別して鬼國隊と行動を共にしてしまう。そして、矢颪を加えた鬼國隊は栃木県・華厳の滝跡地に建てられた桃太郎機関の研究所内の桃太郎の殲滅および実験材料として捕らわれた鬼たちの解放のために無謀ともいえる突入を開始する。
一方、矢颪の鬼國隊の理念への理解度に疑問を抱いた四季は矢颪を止めるために仲間たちと共に後を追う。その途中で出会った小さな集落に住む鬼の男性榎本哲司から研究所と攫われた娘の存在を聞かされたことで、鬼たちの救出および矢颪との合流のために研究所に向かうことになる。
高円寺編（19巻163話 -）
羅刹学園と鬼國隊が華厳の滝跡地研究所の桃太郎と激闘を繰り広げていたころ、桃太郎機関が杉並区に暮らす鬼を襲撃して壊滅的な被害をもたらし、高円寺一帯を包囲していた。
華厳の滝跡地研究所での戦いから3日後、四季は衝動的に桃裏楔の命を奪ってしまったトラウマから血蝕解放の発動ができなくなるスランプに陥ってしまう。そんな中、杉並壊滅の報を偶然聞きつけた遊摺部従児が無陀野と京夜に「杉並には妹がいる」と同行を懇願したことをきっかけに四季たち羅刹学園の生徒も杉並区の戦いに参加する。
そこでは杉並区戦闘部隊の朽森紫苑と百鬼大我に加え、練馬区偵察部隊の淀川真澄と並木戸馨、羅刹学園非常勤講師の猫咲と印南が集結していたが、真澄は先の襲撃でこちらの能力が把握されていたことから、鬼の中に桃太郎に情報を流す内通者が存在する可能性を告げる。
四季たちは内通者の存在に不安を抱きつつも、逃げ遅れた鬼の救助、杉並区の桃太郎を率いる15部隊隊長桃際右京の討伐、拠点での負傷者の治療と警備の3つの目的にメンバーを分けて行動を開始する。
一方、桃太郎機関ではかつて練馬区で激闘を繰り広げた桃華月詠と桃角桜介が右京の応援要請に応じて杉並区に参戦していた。
松本編（24巻207話 -）
スパイ行為を働いていた遊摺部の処遇を審判するべく、無陀野、四季、迅の三人は記憶を覗く能力を持つ鬼が暮らす長野県・松本市を訪れる。そこで三人は雷属性の鬼神の子・雷殿影由と、彼と共に暮らす万昴に出会う。
祖母から記憶を覗く能力を受け継いでいた昴だが、松本市の桃太郎機関による暴挙のために松本市を離れることができず、三人へ桃太郎への討伐を依頼する。
一方、桃太郎機関本部でも松本支部が充分な検査もせずに一般人も鬼と判断して殺害している可能性が問題視され、二人の桃太郎が松本市へ向かっていた。

## 登場人物
声の項はテレビアニメの声優。

### 鬼機関

#### 羅刹学園
一ノ瀬 四季（いちのせ しき）
声 - 浦和希、石上静香（幼い四季）
本作の主人公。左目元の2つの泣きぼくろが特徴の少年。17歳。誕出日は2月4日。好きなものは銃器(特にショットガン)。炎属性を司る鬼神の子である「炎鬼(えんき)」。桃太郎機関に懸けられた懸賞金は鬼神の子としての3億円。
元々は剛志にゴミ捨て場で拾われて育てられた捨て子で、小学生のころにそのことを理由にいじめを受けており、その件で剛志が謝罪する姿を見て以降、申し訳なさとみっともなさが混じった複雑な気持ちを抱くようになり、距離が開いてしまう。
桃太郎機関の五月雨に襲撃された際に、鬼の血を継いでると剛志に告げられ、鬼の血を目覚めさせて五月雨を退けたものの剛志を喪う。その後、無陀野に拉致同然に保護され羅刹学園に入学する。
頭が悪く喧嘩っ早い性格であり、高校を退学になるほどの問題児ではあるが、悲惨な話にはフィクションであろうともボロボロと涙を流すお人好しで、人の思いを踏みにじる相手を許さぬ正義感と暴走状態に抗える強い自我の持ち主。
頭で考えることが苦手であるが、感覚や相手の技術から学ぶ吸収力に優れており、神門戦から血液のコントロールの精度を急激に上昇させた成長力は無陀野や真澄から評価されている。
鬼ごっこ編では1組目として迅、帆稀と共に参加。その中で血蝕解放を身に着けて巨人を制御できない帆稀を救い、迅と協力して無陀野からボールを奪うことに成功する。
京都編では京夜や芽衣との交流と死体を操る唾切の能力によって、鬼と桃太郎の戦争の現実を痛感。唾切と交戦し、彼の鬼への残虐非道な振舞いに対する怒りで炎鬼の力を覚醒させ、さらに芽衣の応援を受けた一撃によって唾切を撃破する。
練馬編では「ナツ」という偽名で変装。偶然出会った神門と互いの素性を知らずに意気投合して友人となるが、深夜の策略によって連続放火事件の犯人だと誤解されてしまったことで対立してしまう。
激しい戦いの最中に炎鬼の力に耐えきれずに暴走状態となるが、「友達を殺したくない」という意志で暴走に抗い、最後は神門の一撃を受けて倒される。
その際に手足がちぎれ全身に火傷を負う瀕死の重傷を負うが、練馬に駆け付けた京夜の治療によって一命を取り止め、決戦後は神門と和解を果たし、再会の約束を誓う。
雪山修業編では崖から足を滑らせた帆稀を助けるために共に転落。さらに雪崩から彼女を庇ったことで高熱を出して動けなくなってしまうが、トラウマを克服した帆稀に助けられて共に最初に登頂を果たす。京夜の手で回復した後、従児との連携による遠距離狙撃によって迅と矢颪の登頂を援護する。修行後は「父の剛志の仇を討ち、鬼が普通に笑って過ごせる世界を作る」という目標を掲げる。
華厳の滝跡地研究所編では生徒の中で唯一、鬼國隊の理念である「桃太郎の根絶」が「戦争に関与せずに静かに暮らす桃太郎も皆殺しにする」ことと等しい過激思想であることに気づいており、矢颪の真意を確かめるために途中で出会った哲司を加えた仲間と共に華厳の滝へと向かう。研究所突入時には大勢の桃太郎との乱戦の末、哲司以外の仲間たちとはぐれてしまい、さらに4階にて怜美を案ずる焦りに陥った哲司と別れてしまったところを纏と交戦。その最中に研究所の爆破を宣言したうえで、みゆきを残虐な手口で殺害した楔の所業に激怒し、その怒りで彼女の命を侮辱した纏を一撃で撃破する。
楔を打倒する決意を胸に最上階に向かう途中で迅や従児と合流して乙原の血を受け取り、鬼國隊と共闘する。その道中で再開するも崩落によってはぐれてしまった矢颪を桃ノ木兄弟から救出し、さらに「怒鬼怒氣ヒステリー・改　雷速・改」と自身との友情に目覚めた矢颪との連携によって桃ノ木兄弟を撃破する。
その後は矢颪の助力で研究所から脱出しようとする楔と脱出ポッド内で交戦。「悪魔魔異」によって実験台の鬼たちを人質に取られた卑劣な戦法に苦しめられるが、好奇心のためだけに非道な実験に平然と手を染めて多くの鬼を犠牲にしてきた楔の異常性と価値観を前に怒りが頂点に達したことで殺意に目覚め、炎鬼の力を解放して勝利する。その際、命を奪うことに抵抗を抱く自身の心理を見抜いて悪辣な挑発を繰り返した楔を衝動的に殺害してしまい、そのショックから気絶して落下したところを鳥飼に救出されて脱出する。
高円寺編では楔を殺害した経験が血蝕解放の発動や睡眠に悪影響を及ぼすほどのトラウマとなってしまったことから、戦闘に参加せずに京夜の下で拠点に残って負傷者の治療を担当する。一度目の襲撃から迅に従児を警戒するよう警告を受けるが、二度目の襲撃では従児に庇われたことから内通者であるとも知らずに信用してしまい、さらに情報を回収する瞬間を目撃したために従児に拉致されて右京の元に連れ去られてしまう。
隙を見て脱出したところで捕らわれた旋律と練馬部隊隊員を発見し、従児の居場所と杉並からの撤退を条件として解放。従児の真相を知ると元凶である右京への激しい怒りをたぎらせながらも旋律の助けを得て従児を回収し、迅の元へと送り届ける。自身は右京への殺意によって戦争を終結させる決意と命を奪う覚悟に目覚めたことでスランプで発動できなくなっていた血蝕解放を再度覚醒させ、右京と交戦。月詠や桜介との共闘も交えた一進一退の激闘の末に勝利を収める。戦いの終結後は従児の無実を訴えるべく処罰を巡る会議に割り込み、記憶透視の鬼の存在を知る。
血蝕解放
「銃葬神器（じゅうそうじんぎ）」
血液で銃器を発現する。威力や形状は自由自在だが、撃ちすぎると貧血を引き起こして最悪死に至るリスクがある。
血液の扱いに慣れていなかった当初は右腕に巨大な銃器を纏わせて強力な一撃を放つのみで、数発撃つだけで限界に達していたが、神門との戦いから大きく成長を遂げて以降は二丁の銃の同時装備に加え、状況に応じて拳銃やスナイパーライフルなどの様々な銃器を作り出せるようになる。
さらに纏との戦いをきっかけに血蝕解放の応用で「存在しない銃」を発現する発想を得たが、その場合は構造を理解しなければイメージ通りに発現できないため、銃の分解などから知識を積む必要がある。
暴走時には体中から多様な銃器を一度に大量に生みだし、目に入るもの全てを破壊しつくす。
技
「炎鬼」
全身に炎を纏った姿と化し、かすった程度でもその箇所から炎が燃え広がる炎弾を放つことができるようになる。
また、熱などの炎による影響を対象ごとに操作することで味方をすり抜けて敵にのみ命中する攻撃も可能であり、この能力は練馬の病院で発生した火災から人々を救助していた際に無意識に発現している。
「ラッパ銃」
銃口がラッパのように広がった銃で、銃弾の代わりに巨大な音を発して耳にダメージを与える。
「バウンドドライヴ」
特殊な形状の巨大な銃。スーパーボールのような高い弾性で跳ね回る銃弾を発射する。
「レーザー銃（名称不明）」
熱線を放つ拳銃を発現する。アスファルトの壁を容易く貫く貫通力を持つ。
無陀野 無人（むだの ないと）
声 - 神谷浩史
四季たちが通う、羅刹学園の教官。2本の長方形のマークが入った右頬にローラースケートを履いた姿、持ち歩く傘が特徴。誕生日は12月31日。桃太郎機関に懸けられた懸賞金は1億円。
合理主義者であり、冷静で無駄なことが嫌いな性格。生徒に対する態度や修行も厳しく、四季らの入学前は合格者が0人であったが、その厳しさは死なないための強さを身に着けさせるためであり、実際は校長や京夜から「優しい」と評価されるほど情が深く生徒思いの人物。
仲間が死ぬたびに全身にブラックアウトタトゥーを彫り進めており、京夜はこれを「仲間を忘れないためか自分への戒めか」と推測している。
教官になる以前は戦闘部隊にて歴代最年少で隊長を務め、100人殺しの伝説を打ち立てるなど、輝かしい経歴の持ち主として鬼からは多くの尊敬を集める反面、桃太郎からは倒すべき強敵として狙われている。
細身の身体に反した超人的な怪力をはじめとして、副隊長2名を含めた大勢の桃太郎を蹴散らす身体能力と本気を出せば隊長3人を瞬殺する非常に高い戦闘力を持ち、血蝕解放を用いずに戦う際は戦闘用の改造が施された傘や鞄を武器にする。
京都編では部隊を壊滅させた唾切と交戦するが、アグリの自爆から隊員を庇って気絶するほどの負傷を負ってしまう。復活してからは蓬の能力で京都支部を囲む部屋を破壊する際に地盤が崩れて大事故になりかねないことから、帆稀と従児、大勢の隊員と共に小規模の土砂崩れを引き起こして観光客の避難を誘導。その後、部屋を破壊して蓬を追い詰めた後に四季の救助に駆け付け、瀕死の唾切にとどめを刺す。
練馬編では「コンドウ」という偽名で変装。鬼機関の活動現場の見学における引率を取り、神門に誤解されたことで焦燥する四季に鬼が桃太郎と戦う理由を説明し、説得のために戦う覚悟を持つことを説く。戦闘の際には深夜の誘いに乗った桜介や月詠とそれぞれ交戦し、共に勝利を収める。
雪山修業編では四季たちに「24時間以内の雪山の登頂」を目指す修業を課す。自身は遠く離れた場所から四季たちの動向を見守り、修行終了後は羅刹学園の意義と仲間を作ることの重要性を説いたうえで、四季たちの目標を聞き出す。
華厳の滝跡地研究所編では仲間として矢颪を追いかけようとする四季に外出の許可を出して自身も同行。研究所突入の際に四季たちを先行させつつ、より多くの桃太郎を自身に引き付けるため、研究所正面で待ち構えていた第5、第6、第7部隊の隊長・副隊長および大勢の隊員を相手に1人で交戦する。
国領に血蝕解放を封じられながらも改造された鞄のみで片倉とめじろを含む大勢の隊員を撃破し、さらに明大、長沼、聖蹟を瞬殺することで国領ら研究所正面の桃太郎たちの戦意を喪失させる形で勝利する。国領ら桃太郎の拘束と尋問を終えた後に、単独で1階から5階で囚われていた実験台の鬼たちを全員救出し、四季と従児を除いた生徒と研究所正面で合流。生徒らに各々の指示を下し、自身は8階以上のフロアを捜索する最中に久利を撃破して康弘と山根を降伏させる。
研究所からの脱出時には力を使い果たした帆稀に代わって大量の矢で崩壊しかける研究所を支えながら誘雷放射システムから発せられる落雷の防御に務め、飛行船に取り残された実験台の鬼たちの救助を迅たちに託す。決着後は許しを請いて謝罪する矢颪に1ヶ月間の校内の雑用係を言い渡したうえで羅刹学園に戻ることを許す。
高円寺編では楔を殺害した事実に苦しむ四季の相談に京夜と共に乗り、京夜と2人だけで杉並区への応援に参加する予定だったところを従児の同行の懇願を受けて生徒と共に杉並区に参戦。猫咲や印南、紫苑や大我および杉並区の戦闘部隊を率いて右京の討伐を担当する。杉並区の桃太郎機関本部を壊滅させたところに現れた月詠と桜介を猫咲と印南に任せ、従児の裏切りによるパニック発生時には大我と分かれて鬼の救助と右京の捜索を開始しつつ、従児の尋問と処刑を提案する真澄に対して捕獲を命令。その道中で遭遇した月詠や桜介と交戦し、終始圧倒し続けた末に勝利する。戦いの終結後は右京に勝利して気絶した四季を真澄と共に回収し、従児の処罰を巡る会議にて記憶透視の鬼の力を借りることを提案する。
血蝕解放
「繚乱時雨（りょうらんしぐれ）」
血液で傘を発現し、血の雨を操る。傘を開いていないと操ることはできない。
また、傘そのものを攻撃や防御のための武器として使用することもでき、状況に応じて形態を変化させることも可能。
技
「雨過転生（うかてんせい）」
繚乱時雨からの派生。血でできた兵士たちを空に召喚し、矢の雨を放つ。羅刹学園時代は子供の姿をしていた。
「聖双龍涕ノ慈雨（せいそうりゅうていのじう）」
繚乱時雨によって降らせた血の雨の血だまりを、巨大な2体の龍に変えて地面から攻撃する。
「淤加美神（おかみのかみ）」
血の巨人を召喚する。発動の際は傘が和傘に変化する。
「深淵之水闇（ふかふちのみずやみ」）
淤加美神の口から血の津波を発生させて敵を押し流す。
「繚乱時雨・雨坊主（りょうらんしぐれ・あまぼうず）」
人間サイズのてるてる坊主が包み込むようにして捕らえた敵を圧し潰し、浮遊しながら血の雨を降らせる。
「凪流し（なぎながし）」
広げた傘で攻撃の軌道を逸らし、受け流す防御技。
「翠雨（すいう）」
広げた傘の先端から血の弾丸を乱射する。
「雨滝（あまだき）」
広げた傘の先端から伸ばしたロープで敵を捕らえて爆破する。
「我龍転生（がりょうてんせい）」
傘から巨大な龍を召喚し、強力なブレスで攻撃する。
漆原によると、教師という立場から「合理的なキャラクターのほうが良いだろう」と考え制作されている。漆原の弟が中学生時代に履いていたローラーシューズは移動が速かったということを思い出し、「体力使わずに早く動ける」と考えたことにより、ローラースケートを履くキャラクターとなっている。現実には「コンクリートは走りにくい場合もある」が、「見た目のインパクトを重視」して描かれている。
「雨過転生」の技を思いついた漆原は「雨に関した技だと傘を持っていたほうが印象的」であり、「キーアイテムを持っていたほうが後々いろいろな理由付けもできる」と考え、無陀野は傘を所持するキャラクターになった。
皇后崎 迅（こうがさき じん）
声 - 西山宏太朗
羅刹学園の生徒で四季の同級生。 口元を大きく隠すマスクが特徴の少年。その素顔と全身は過去に桃太郎であった父親から受けた攻撃によって、ツギハギだらけとなっている。誕生日は9月17日。好きな食べ物は甘いもの。
馴れ合いを好まないクールな一匹狼気質だが、根は感情豊かでキレやすい年相応の少年であり、身も知らぬ子供を反射的に助けるなどの優しさを持つ。
また、誰が相手でも歯に衣着せぬ物言いをするため、四季とはいつも喧嘩ばかりしている。
鬼と桃太郎のハーフであり、幼少期は「桃井戸 迅(ももいど じん)」という名前の少年として父親の桃井戸颯を尊敬し幸せな家庭に暮らしていたが、家族が鬼であったことを知った父親によって母親と姉を殺害され、自身も重傷を負わされながらも逃げ延び、その際に父親への復讐を誓う。
鬼ごっこ編では己の目的を果たすことに固執しており、四季や帆稀のみならず自身の命さえも顧みない言動や行動を無陀野に咎められ、拘束される。その後は四季の協力によってボールを手にすることに成功するが、借りができたままゴールすることに戸惑いを感じたため、四季にボールを渡してゴールさせようとする。
京都では京夜に火葬場を案内された際に唾切らの襲撃を受け、蓬と交戦。矢颪や無陀野らの援軍もあって追い詰めることに成功し、後に無陀野と同行する形で唾切を撃破した四季の元に向かう。
練馬編では「シュン」という偽名で変装。車に轢かれそうになった幼い姉妹を救うために街中で鬼の血を使用したことをきっかけとして深夜に見つかり拉致され、さらに尋問の際に細菌に感染させられたことで、自身の視界を通して深夜に情報を与え続けてしまう。救出された後に事故で昏睡状態となった幼い姉妹の姉が入院する病院に赴くが、既に深夜の手で放火されており、その際に同行していた四季と共に逃げ遅れた患者たちを救助したことで、四季に対して一定の信頼を築くようになる。
練馬での決戦では自身にかけられた深夜の能力を逆利用した罠によって、深夜たちを誘き寄せ、逃走した深夜を追跡の末に撃破する。
雪山修業編では性格がいくらか丸くなって仲間と協調するようになり、不測の事態に直面し続けた結果、生徒たちの中においてリーダーの役割に目覚める。他のメンバーを先に登頂に向かわせつつ、独断行動を繰り返して孤立する矢颪の回収に動き、最後に登頂を果たす。修行後は「父の桃井戸颯を殺す」という目標を掲げる。
華厳の滝跡地研究所編では無陀野から突入後の生徒らの指揮を任されるが、ペアに分かれて捕らわれた鬼たちの捜索に向かおうとした矢先に、大勢の桃太郎との乱戦によって仲間たちとはぐれてしまう。3階にて旋律と交戦し、こちらの攻撃を寄せ付けない「VOICE FLOW」の能力に苦戦するが、弱点を見破り逆転勝利を収める。
楔による研究所の爆破宣言後は四季や従児と合流。四季に挑発される形で最初は拒否した乙原の血を飲み、放送室で研究所の爆破を全体に知らせる。乙原の案内を受けて瀕死の鳥飼を医務室に運びこむ道中で気絶していた妊婦の桃太郎も救助し、さらに旋律の手助けで自身と血液型が同じであった鳥飼に輸血を施す。その後、救助した数名の実験台の鬼を連れて研究所正面で無陀野たちと合流し、彼の指示で7階の捜索を担当する。
研究所からの脱出時には雪山修業での経験から無理をしてでも崩壊しかける研究所を支える帆稀を気遣って後を託させ、脱出した鬼國隊と協力して颯と帆稀の治療および飛行船に取り残された実験台の鬼たちの救助を指揮する。
高円寺編ではトラウマに苦しむ四季のために無陀野と京夜に相談の場を設けるように頼み、拠点を襲撃してきた桃太郎に襲われなかった従児への疑惑から京夜の下で拠点に残って警備を担当。再度の拠点襲撃の際に四季を庇って致命傷を負った従児に困惑しつつも警戒し続けるが、従児が情報を回収する現場を目撃した瞬間に四季を拉致されてしまう。従児の裏切りの発覚後は真澄の指示で生徒と共に鬼の避難誘導に参加する。四季に救出された従児に妹が既に死亡している現実を突きつけたことで暴走させてしまうが、全ては従児に感情を吐き出させて仲間として受け止めるための行動であり、交戦の末に暴走を抑えることに成功する。
血蝕解放
「七つの断罪（ななつのだんざい）」
全身の至る場所から丸鋸やチェンソーなどの切断器具を発現させる。全ての繋がりを断ち切った心情から目覚めた。同時に別々の形状を操ることは高等技術とされており、無陀野からもその技能を認められている。
また、雪山修業での経験から足裏に複数の丸鋸を発現させることで高速移動および壁面を走行する技術を身に着ける。
技
「両断血飛沫ノ舞（りょうだんちしぶきのまい）」
丸鋸状の切断器具から刃を飛ばして攻撃する。
「両断血吹雪（りょうだんちふぶき）」
無数の微細な丸鋸を発射する。「両断血飛沫ノ舞」と比較して威力は落ちるが回転数が上昇し、数が多い。
「抜闘両断（ばっとうりょうだん）」
両手に各2本ずつ纏わせた小さな鋸状の刃で相手を切り裂く。
「断翔連血（だんしょうれんけつ）」
無数の丸鋸を一斉に乱射する。
漆原によると、四季と対比させるキャラクターとして誕生している。
屏風ヶ浦 帆稀（びょうぶがうら ほまれ）
声 - 石見舞菜香
羅刹学園の生徒で四季の同級生。ピンク色の髪が特徴のスタイルのいい美少女。気弱な性格で過剰なほどに自信がなく、よく泣いて土下座をする。誕生日は2月14日。好きな食べ物はモヤシ炒め。
父親の暴力に耐えながら姉の澄玲と共にいつか自立できるようになる日を待っていたが、自分を暴力から救おうとした澄玲が、逆に父親に刺され殺されたことによって鬼の血を覚醒させ、父親を殺害したのちに無陀野に出会うまで身を隠して生きてきた過去を持つ。
鬼ごっこ編では巨人を暴走させてしまい、その際の出血多量によって意識を失ったことでリタイアしてしまう。
京都編では生徒たちと遅れる形で参戦。小さな地震で土砂崩れを起こすために勇気を出して巨人を召喚し、作戦に成功した直後に無陀野の手で気絶させられる。
練馬では「マホ」という偽名で変装。深夜たちの糸口を見つけるため、四季と共に関東ナッツ連合の店や土地を捜索する。
雪山修業編では崖からの転落と雪崩から身を守ってくれた四季を助けるために奔走。四季に姉を守れなかったことと普通の人間であった父親を殺めてしまったことに強いトラウマを持つことを明かし、澄玲が巨人となって暴れまわるのは帆稀を含めた全てに対する怒りの現れだと思い込んでいたが、猫咲との対決時に「四季を救いたい」という思いで発動した際に、精神世界で澄玲と対話を果たしたことで精神的に大きな成長を遂げ、巨人の制御を身に着けた。その後、四季と共に最初に登頂する。修行後は「もっと血を使って役に立ちたい」という目標を掲げる。
華厳の滝跡地研究所編では海月を弄ぼうとする輝の言動に怒りを燃やした澄玲に巻き込まれる形で海月と輝の戦いに加わり、女性を見下す発言を繰り返す輝に自身の父親と重ねて強い怒りを露にする。純金を操る「黄金郷」の前に圧倒され、巨人状態の澄玲の中に等身大の澄玲を潜ませる戦法も通用しなかったが、その時に生じさせた油断が海月との連携に繋がって勝利する。
楔による研究所の爆破宣言後は実験台の鬼を連れた迅と共に無陀野らと合流。階段が崩落していたことから無陀野の指示を受け、1階にて「憂闇腸乙女」の巨体を活かした実験台の鬼の受け渡しを担当し、さらに崩壊しかける研究所を限界に達しても支え続けるが、雪山修業を経て仲間の重要性を学んだ迅の気遣いを受け、安堵と同時に後を託して気絶する。
高円寺編では楔を殺害したトラウマに苦しむ四季を励まし、真澄の下で鬼の避難誘導を担当。妹が死亡していた現実への絶望から暴走した従児と交戦し、暴走を抑えることに成功する。
血蝕解放
「同鬼連血（どうきれんけつ）」
一人の血液からは到底生み出すことが不可能なほどの質量と澄玲の自我を持つ巨人を召喚する。巨人が澄玲の自我を有するのは死んだ姉の血と混ざったからだと帆稀は推測している。当初は帆稀を守るかのように周囲のもの全てに見境なく攻撃を加えていたが、雪山修業によって制御を身に着けて以降は澄玲と心を通わせる形で帆稀の意志で操作できるようになり、サイズの調整を可能にした。
それに伴って通常時から親指の傷口から蛇のような姿で出現し、言葉を話せなくとも感情表現によってある程度のコミュニケーションを他者と交わせるようになる（帆稀のみ会話レベルで理解可能）。
技
「憂闇腸乙女（ゆうやみはらわたおとめ）」
刀身が口となっている巨大な包丁を巨人に装備させる。包丁を振るった軌道上に存在するものを刀身の歯で食いちぎるほか、口から大量に放出した血液を鞭のように振るい広範囲を攻撃することが可能。
矢颪 碇（やおろし いかり）
声 - 坂田将吾
羅刹学園の生徒で四季の同級生。左眉に恩人である天麻の形見のピアスを付けた男子生徒。短気で常にイライラしている。誕生日は11月11日。女性の露出の高い服装などを苦手とし、梶木の教えから「男女の同棲は20歳を超えてから」などと本気で考える初心な一面を持つ。
幼少のころに桃太郎に両親を殺害され、行き場もなく孤独になっていたところを天麻率いるチーム野拳に拾われて仲間に加わるが、桃太郎の襲撃を受けて自身のみが生き残った過去を持つ。その経験から失った仲間の数だけ桃太郎を殺害することを目的として羅刹学園に入学した。
京都編ではアグリを1体仕留めた後に迅と共に蓬と交戦する。
練馬編では「シンジ」という偽名で変装。練馬での決戦にて桜介と交戦し、無陀野からコピーした能力と高い体術を併せ持つ桜介に圧倒される。最後の発動で生み出した翼の能力によって左腕がちぎれかけながらも逆転勝利を収めるが、練馬に駆け付けた京夜の治療で復活する。
雪山修業編では桜介との戦いから、より強い力を求めるようになったことで、単身で猫咲に戦いを挑むなど、四季たちや修行の目的を無視した身勝手な行動や横暴な言動を繰り返すようになり、その姿勢は無陀野や猫咲から強く酷評されてしまうが、最終的に迅と共に最後に登頂する。修行後は「殺された仲間の数だけ桃太郎を殺す」という目標を掲げる。
華厳の滝跡地研究所編では鬼國隊の来訪時に自身の求めるものと価値観が合わないとして羅刹学園を離反し、「同盟」として鬼國隊に加わる。颯、海月と共に4階より侵入するが、桃太郎であるだけで非戦闘員を惨殺するのみならず、胎児さえも手にかけることを厭わない颯と海月の姿から鬼國隊の理念に疑問を抱き強く反発。
その後、颯の過去を知ったうえで脱退を決意し、羅刹学園と鬼國隊のどちらにも付かず孤立しながら鬼たちの解放のために行動を開始する。
楔による研究所の爆破宣言後、最上階に向かう四季と再会するも説得を聞き入れることなく独自に行動を取り続け、9階にて桃ノ木兄弟に追い詰められたところを四季に救出される。仲間を失う恐怖を自覚し、身勝手な理由で羅刹学園を抜けた自分を仲間と認めて追ってきた四季の姿と言葉に感化されたことで、仲間のために戦う力を欲する願いから「怒鬼怒氣ヒステリー・改　雷速・改」を発現。さらに新たに友情に目覚めた四季との連携によって桃ノ木兄弟を撃破する。
その後は四季を楔の元へ送り届け、落雷の直撃で飛行船から投げ出された哲司を救出する。決着後は無陀野にこれまでの非礼を詫びて羅刹学園に戻ることを懇願し、1ヶ月間の校内の雑用係を言い渡されたうえで再び生徒として戻ることを許される。
高円寺編からは楔を殺害したトラウマに苦しむ四季を気遣うなど仲間思いな好青年へと成長し、真澄の下で鬼の避難誘導を担当。妹が死亡していた現実への絶望から暴走した従児と交戦し、暴走を抑えることに成功する。
血蝕解放
「怒鬼怒氣ヒステリー（どきどきヒステリー）」
怒りを糧に様々なものを生み出せるが、何が生まれるかは本人にもわからず1日に3回までしか使用できないうえ作り出したものは壊されても作り直せない。
発動させる際には「今日の怒りは何を生む？」と唱えることが多い。
技
「ブーツ（名称不明）」
脚力が上昇する。本人曰く「ハズレ」。
「爪（名称不明）」
手甲型の爪が右手に装着される。鉄の扉を一撃で破壊する威力を持つ。
「双聖ノ剣（そうせいのつるぎ）」
2振りのナイフを発現する。
「翼（名称不明）」
背中に巨大な鳥の翼が発現する。風圧だけで桜介の雨過転生を消し飛ばすほどの威力を持つ。また、無数の羽根を飛ばしての攻撃も可能。
「堕天使の咆哮（だてんしのほうこう）」
翼状態において、残りの血液を注ぎ込んだ片翼から巨大な竜巻を放つ。
「草刈鎌（名称不明）」
桃ノ木兄弟との戦いで使用。本人曰く「ハズレ」。
「怒鬼怒氣ヒステリー・改　雷速・改（どきどきヒステリー・かい　らいそく・かい）」
「怒鬼怒氣ヒステリー」を3回使い切った後に発動する改造バイク。形状や能力は天麻の「雷速」と酷似しているが、実物のバイクを用意する必要がない。
正面部分を大砲に変形させるなど、様々な機能を持つ。
「刀（名称不明）」
高円寺編での拠点防衛時に使用。楔を殺害したトラウマから攻撃を躊躇してしまった四季を庇う際に発現した。
「葬送槍血（そうそうそうけつ）」
槍を発現する。
「我血旋棍（がけつせんこん）」
トンファーを発現する。
遊摺部 従児（ゆするべ じゅうじ）
声 - 花江夏樹
羅刹学園の生徒で四季の同級生。眼鏡をかけた男子生徒。誕生日は3月19日。好きなものはモチモチプルプルしてるもの。制服デートが夢。
協調性を重んじており、能力向上の努力を欠かさない勤勉さと自身の役割を果たすことへの真摯さを併せ持つ真面目な性格の持ち主。
一方でかなりのスケベであり、帆稀に対して時折セクハラめいた発言をする他、水鶏に付きまとわれているロクロには嫉妬の炎を燃やしている。
杉並区に暮らす妹と母を持ち、病弱な妹を守るために羅刹学園に入学した。
京都編では能力で唾切たちの襲撃を察知できたことと脱出口に近い位置に立っていたことから、蓬に封鎖される前に全ての患者と数名の隊員を連れて先に地上へ脱出し、無陀野や帆稀と合流を果たす。
練馬編では「シンイチ」という偽名で変装。偵察部隊を志願していることが明らかとなり、真澄と馨の能力の高さを前に実力の差を痛感し落ち込むが、無陀野から励ましの言葉を受けて気持ちを取り戻す。
雪山修業編では登頂を目指す途中で印南に人質として捕らわれてしまい、水鶏に見捨てられそうになりながらも、最終的にロクロによって救出され、2番目に登頂する。修行後は「制服デートがしたい」という目標を掲げる。
華厳の滝跡地研究所編では研究所より離れた位置にいた乙原と接触するために四季たちと別行動を取る。そこで桃太郎に追われていた乙原を助けて協力関係を結び、彼から残り2人分の乙原の血を誰に飲ませるかの判断と研究データの回収を託される。
乙原と別れた後は四季や迅と合流。迅に一度拒否されながらも、乙原の血を2人に飲ませ、自身は引き続き研究データの回収のために行動し、電極を取り付けられた大量の鬼の脳が水槽に浮かぶ誘雷放射システムの中枢を目撃して愕然とする。辛くも研究データのコピーを入手して崩壊する研究所を脱出し、予備を含めた4つの研究データのコピーをそれぞれ2つずつに分けて無陀野と乙原に渡す。
高円寺編では無陀野と京夜の会話から杉並区が壊滅したことを偶然聞きつけ、妹を救出するために同行を懇願。索敵による警戒を兼ねて京夜の下で拠点に残って負傷者の治療を担当し、二度目の桃太郎の襲撃から四季を庇って致命傷を負うが、京夜の治療によって一命を取り止める。
その正体は右京によって羅刹学園および鬼機関に送り込まれた内通者。人間の父と鬼の母の間に生まれたハーフで、母は既に他界しており、スパイ活動と引き換えに病弱な文乃の治療を右京に懇願していた。
羅刹学園に潜入する前から特訓を施され、避難者を装って救助に駆けつけた鬼機関隊員を殺害するなど右京の部下として活動しており、文乃を救うためならば仲間を切り捨てられる冷酷な本性と四季と迅の2人を一瞬で気絶させる身体能力を隠し持つ。
四季を庇ったのは己に疑惑の目を向ける迅の疑いを晴らすために京夜の治療を織り込んだ演技であり、四季の抹殺と杉並区に住む鬼の住所等の情報の回収を命令される。情報を回収する瞬間を四季と迅に目撃されるが、四季と迅を気絶させて四季の拉致に成功。右京に四季と情報を引き渡し、文乃と久々の再会を果たす。
しかし、実際は右京の洗脳によって文乃が死去している真実を知らぬまま利用されていただけに過ぎず、一連の真実を知った四季の手で気絶させられて迅たちの元へと回収される。それでもなお、妹が死去している現実を受け入れようとしなかったが、迅に文乃の成長が止まっていることを指摘されたために真実を理解してしまった絶望から暴走。迅たちとの交戦で徐々に自我を取り戻していく中で文乃を失った悲しみと仲間を裏切ったことへの罪悪感に苦しむが、自分を救い出そうとする迅たちの姿や声に希望を見出し、暴走を鎮めて意識を失う。戦いの終結後は羅刹学園や鬼機関一同が見守る中で右京の洗脳解除に赴くが、文乃の幻影を前にして躊躇してしまう。
血蝕解放
「汝、何処へ（なんじ、いずこへ）」
血液を垂らした場所を支点に5km圏内の生物の位置を索敵する。桃太郎かどうかも判別できるが、顔や力量を量るには熟練度が必要。
発動中はその場を動けないうえに、上空から俯瞰する構図で索敵するため、建物などの階層がある場所だと人が上下で重なってしまうなどによって正確な位置や人数が掴めない欠点を持つ。
また、索敵効果は一定時間持続するが、連発不可で発動には15分のインターバルが必要となる。
上記のように発展途上の段階だが、雪山修業前の日々の鍛錬によって相手の精神状態を色で判別する技術を身に着ける。
技
「汝、其処へ（なんじ、そこへ）」
血液を垂らした場所を支点に25m圏内を索敵する。「汝、何処へ」に対して立体的な索敵と連続使用が可能であり、効果時間は15秒。発動中は瞳に花の紋様が浮かび上がる。
仲間に教えていない隠し持っていた能力で、迅はこの能力を用いることで敵に見つかることなく華厳の滝跡地研究所に潜入していたと推測している。
手術岾 ロクロ（きりやま ロクロ）
声 - 三浦魁
羅刹学園の生徒で四季の同級生。目の下のくまと白髪が特徴で常にマフラーを身につけている男子生徒。誕生日は6月6日。好きなものはプリン。上着の下に様々な常備薬を携行している。
極度の不安症の持ち主で、ことあるごとに何かしらの重篤な病を患っていることを疑い、すぐに弱気になってしまう。
かつて瑠々という初恋の女性がおり、彼女の前ではどんなことでもできる勇者を演じていたが、瑠々を病で失ってからは白髪が全体に広がるほど不安と心配に常に怯える臆病者となる。
京都編で桃太郎に襲撃された際、その場にいた水鶏に助けを求めた結果、彼女に救われたもののそれ以降彼女に付きまとわれるようになってしまう。その後、水鶏が2体目のアグリに苦戦する姿を前にしたことで勇気を振り絞って血蝕解放を発動し、撃破に成功する。
練馬編では「ゴロウ」という偽名で変装。深夜たちの糸口を見つけるため、水鶏と共に関東ナッツ連合の店や土地を捜索する。
雪山修業編では印南に苦戦する水鶏を前にしても、交戦する勇気を発揮することができなかったが、従児の「カッコ悪い」という言葉から血蝕解放を発動。水鶏との連携によって従児を救出し、2番目に登頂する。修行後は「カッコよくありたい」という目標を掲げる。
華厳の滝跡地研究所編では不破と与一の交戦を目撃する。当初はロクロを捜して乱入した水鶏を加えた不破と与一の戦いを天井裏から傍観していたが、水鶏を庇う不破の姿にカッコよさを感じて我慢できずに戦いに参加。それでも臆病な性格から思わず戦いに加わったことに後悔していたが、水鶏に対して想いを抱き始めていたことへの気づきと不破への嫉妬、瑠々とのかつての思い出から「死灰乱舞・怒」を覚醒させ、与一を撃破する。楔による研究所の爆破宣言後は合流した無陀野の指示を受け、救助した実験台の鬼の警護と国領ら捕虜となった桃太郎の監視を担当する。研究所からの脱出時には迅の鬼たちを誘導する指示に対して血蝕解放の反動で心身が弱っていることや責任の重大さから消極的になるが、迅の「お前の男」発言でやる気を見せた水鶏に無理やり連れだされる形で退避する。
高円寺編では楔を殺害したトラウマに苦しむ四季を励まし、真澄の下で鬼の避難誘導を担当。妹が死亡していた現実への絶望から暴走した従児と交戦し、暴走を抑えることに成功する。
血蝕解放
「死灰嵐舞（しかいらんぶ）」
羽織と扇子を発現させ、自分の血を刃状の桜吹雪に変えて、舞い踊りながら敵を切り裂く。また、発動中は失った瑠々を傍に感じることができるため、かつて瑠々の前で振る舞っていた勇気に満ちた性格となる。
雪山修業以降は「カッコ悪い」という言葉に反応して発動するようになるが、反射的なものであるため、体力に関係なく発動してしまう欠点にもなっている。
技
「嵐舞 死桜の舞（らんぶ しざくらのまい）」
桜吹雪による鎌鼬で敵を切り裂く。
「嵐舞 双祭の舞（らんぶ そうさいのまい）」
発動時に瑠々の幻影が浮かび上がる。
「嵐舞 下弦の舞（らんぶ かげんのまい）」
一度に広範囲を切り裂く。
「死灰嵐舞・怒（しかいらんぶ・ど）」
通常の「死灰嵐舞」に加えて渦巻模様の着物を纏い、髪が伸びて逆立った姿になる。発動中は目付きと性格が荒々しくなり、隊長の与一を瞬殺する高い戦闘力を発揮する。
「嵐舞 頬那芸ノ怒槌（らんぶ つらなぎのいかづち）」
「死灰乱舞・怒」状態で発動し、召喚した複数の金魚が相手に襲いかかる。細菌でできた防御力に優れる球体を中にいる与一ごと切り刻む威力を持つ。
漣 水鶏（さざなみ くいな）
声 - 愛美
羅刹学園の生徒で四季の同級生。巨乳が特徴のギャル風の美女。誕生日は8月21日。好きなものは手錠、拘束具。頼れる姉御肌であるが同時に病的なほどに他人に尽くしすぎる性格の持ち主で、過去に多くの男性が彼女の手によって廃人と化してしまっている。
基本的にロクロ以外の人間には興味を示さないが、「ロクロのため」を動機としつつも、羅刹学園の一員として他者と協調し、非道な所業には激しい怒りを示す常識的な感性を備えている。
京都編では桃太郎に襲撃された際に、弱音を吐き続けるロクロが自分を頼ってくれたことで、ロクロを異常に溺愛してストーカー同然に付きまとうようになる。能力によって1体のアグリを撃破するが、2体目のアグリが持つ柔軟性の肉体とスピードに翻弄されて敗れてしまう。
練馬編では「ヒナ」という偽名で変装。深夜たちの糸口を見つけるため、ロクロと共に関東ナッツ連合の店や土地を捜索する。
雪山修業編ではロクロの頼みを受けて、従児を助けるために印南と交戦。能力の相性で攻撃を与えることができずに苦戦するが、ロクロとの連携によって従児を救出し、2番目に登頂する。修行後は「ロクロと同じ墓に入る」という目標を掲げる。
華厳の滝跡地研究所編では 大勢の桃太郎との乱戦の末、仲間たちとはぐれてしまう。ロクロを捜しに不破と与一の戦いに乱入し、能力を通さない高い防御力に苦戦するが、「死灰乱舞・怒」に目覚めたロクロに助けられる。
楔による研究所の爆破宣言後は爆発から逃れた乙原と出会い、「純情で異常な愛情」で虜にした桃太郎に運ばせる方法で鬼たちの救助に貢献。合流した無陀野の指示を受け、虜にした捕虜の桃太郎を利用した6階の捜索を担当する。研究所からの脱出時には迅の指示に駄々をこねるロクロに賛同するも、迅がロクロを「お前の男」と呼んだことにやる気を見せてロクロと鬼たちを退避させ、幡部率いる医療部隊を負傷者の下へと案内する。
高円寺編では生徒の中で唯一、ロクロの心配しかしていないとして四季を心配するような素振りを見せておらず、真澄の下で鬼の避難誘導を担当。妹が死亡していた現実への絶望から暴走した従児と交戦し、暴走を抑えることに成功する。
血蝕解放
「純情で異常な愛情（アイラブ）」
血液を纏わせた拳で殴り続けることで血液を相手に付着させ、一定以上の血液が付着すると水鶏の虜となって戦意を失う。
操る人数が多いほど持続時間が短くなる特性があり、最大46人まで操ることができ、その場合は2分、10人の場合は15分まで操ることが可能。

#### 羅刹学園教職員
校長
声 - 緒方恵美
羅刹学園校長。普段は布で顔を隠した陰陽師のような装いをしている。
飄々とした性格だが、年間大勢の鬼が殺され、そのほとんどが子供である現状を憂う一面を持つ。
その素顔は白髪に白黒が反転した目、浅黒い肌と全身に刻まれた経文の入れ墨が特徴的な男性の姿をしている。本人曰く「校長は意外と暇」らしく、湯船でのんびりしていることが多いが、何かしらの理由で羅刹学園から離れることができない模様。
滅多に人前に現れない記憶透視の鬼の居場所を知るなど広い人脈を持つ。
花魁坂 京夜（おいらんざか きょうや）
声 - 木村良平
鬼機関・京都支部援護部隊総隊長→羅刹学園保険医。私服の上から白衣を纏い、多くのアクセサリーを身に着けている青年。無陀野とは羅刹学園の同期で無陀野のことを「ダノッチ」と呼ぶ間柄。四季からのあだ名は「チャラ先」。誕生日は11月28日。好きなものは日本酒、焼酎、アクセサリー類。桃太郎機関に懸けられた懸賞金は5千万円。
テンションが高く軽い性格だが、援護部隊として前線で戦う鬼たちをサポートする自分の役割に誇りを持ち、全力でその仕事に取り組んでいる。その性格に違わず女好きではあるものの、恋愛においては一途主義。
援護部隊のため戦闘の前線に立つことは殆どないが、有事の際には毒物を入れた注射器を用いて戦う。
京都編では負傷した隊員の治療に当たっており、戦いに逸る四季達に援護部隊の仕事の重要性を説く。
唾切の能力による混乱の後、迅に火葬場を案内していた際に唾切に襲撃され、彼に頸動脈を切り裂かれる致命傷を負わされるが、天井に噴き出して滴り落ちる自身の血を摂取することで奇跡的に復活を果たし、四季や水鶏を救助する。
練馬編では四季に鬼神の血について説明するために練馬を訪れており、戦いで負傷した四季、矢颪、真澄に治療を施す。
決戦後は羅刹学園の保険医として赴任するが、真澄はこれを監視だと推測している。
雪山修業編では救助要員として山頂に待機。登頂を果たした帆稀に対して成長を祝福する言葉で労い、修行後は無陀野が説く羅刹学園の理念に加える形で冷静さを身に着けることの必要性を説く。
高円寺編では四季たちが華厳の滝跡地研究所に向かっている間に襲撃を受けた杉並区に参戦し、負傷した猫咲と印南を治療する。一度羅刹学園に戻った後に四季たちや無陀野と共に再び参戦し、拠点に残って負傷者の治療を指揮。その中で楔を殺害したトラウマと遊摺部に庇われた無力さに苦しむ四季に戦場に立つ者としての覚悟を説く。さらに杉並部隊隊員が右京に異常なまでの忠誠心を抱く理由を探るために隊員の死体の回収を無陀野らに依頼。回収された死体の解剖結果から右京の能力を明らかにする。戦いの終結後は従児の処罰を巡る会議に参加する。
血蝕解放
 「超回復（名称不明）」
自分の血を鬼に浴びせることで、その相手の回復力を何倍にも増幅させる。失われた手足を再生させることも可能だが、一度に大量に血を注ぐ場合はその相手に抗体ができてしまうため手と足のどちらかしか再生できない。自分の血を浴びることでも自身の回復が可能。
羅刹学園時代は足の負傷を治すのに7分の時間を要していた。
構想当時、漆原が描きたかったイケメンを描いたことにより、「めんどくさい髪形」になった。医療に携わる人物が身近にいる漆原が、そういう人物は「仕事の時は冷静」だが「普段はユニーク」な方が多く、そのギャップが良いと感じたことにより、「命のやり取りをしているときに飄々としているイケメンって良いかも」と考え、制作されたキャラクターである。
猫咲 波久礼（ねこさき はぐれ）
羅刹学園非常勤講師兼戦闘部隊隊員。誕生日は2月2日。好きなものは動物全般(裏表がないから)で、アニマル柄のものや小物をよく買っている。四季からのあだ名は「前髪パイセン」。
長い前髪で目元を隠した青年で礼儀正しい性格だが、それは攻撃的な毒舌家である本性を隠すための演技であり、本性を晒した際には目があらわとなり髪が猫耳のように跳ねる。
その一方で無陀野と真澄を恐れており、特に真澄に対してはかつて本性を一目で見破られた経験から同じ空間にいるだけで委縮しきって逆らえないほどの恐怖を抱いている。
後述の能力から援護系の鬼だと四季たちに思われていたが、実際は戦闘部隊所属にして純粋な身体能力と玩具のナイフのみで四季、迅、矢颪を圧倒する実力の持ち主であり、実戦ではナイフを武器にする。
雪山修業編にて無陀野の要請を受けて印南と共に登頂を妨害する刺客として参加し、四季たちに立ちはだかる。修行後は心の中で無陀野に早く下山させるように悪態を突いていたが、それを見抜いていた無陀野に修行として下山前に1000回のスクワットを課されるハメを受けてしまう。
高円寺編では四季たちが華厳の滝跡地研究所に向かっている間に襲撃を受けた杉並区に参戦し、瀕死の重傷を負うが、真澄と京夜の手で一命を取り止める。治療後は復帰し、無陀野の下で右京の討伐を担当する。無陀野と大我を右京の捜索に向かわせるために印南と共に月詠と桜介の足止めを引き受けて桜介と互角の戦いを繰り広げるが、乱入した右京の部下の自爆を受けて重傷を負ってしまい、紫苑に回収される形で一時離脱する。戦いの終結後は復活を果たし、従児の処罰を巡る会議に参加する。
血蝕解放
 「雲流変換技（ライアーライアー）」
触れた対象の姿形や声を真似る。生物以外にも変身できるが、大きさや体積に限度がある。変身できる対象は3つまでストックすることができる。
印南 幽（いんなみ ゆう）
羅刹学園非常勤講師兼戦闘部隊隊員。誕生日は9月25日。好きなことはスポーツ観戦、ランニング、サウナ。
気管支が弱いせいで常に咳と吐血をしているが、非常にポジティブな性格をしており、生徒と接する姿は熱血教師そのもの。鬼の子供の未来と尊厳を守るために戦うという強い決意を秘めている。
顔色の悪い病人のような雰囲気を持つ通り、体力がとても低く、足も遅い上に打たれ弱い。
雪山修業編にて無陀野の要請を受けて猫咲と共に登頂を妨害する刺客として参加し、四季たちに立ちはだかる。修行後は1000回のスクワットを課された猫咲と共に自主的に訓練に取り組もうとするが、猫咲に煙たがられて拒否される。
高円寺編では四季たちが華厳の滝跡地研究所に向かっている間に襲撃を受けた杉並区に参戦し、真澄の指示で瀕死の重傷を負った猫咲を連れて京夜の下へ脱出する。治療後は復帰し、無陀野の下で右京の討伐を担当する。無陀野と大我を右京の捜索に向かわせるために猫咲と共に月詠と桜介の足止めを引き受けて月詠と互角の戦いを繰り広げるが、乱入した右京の部下の自爆を受けて重傷を負ってしまい、紫苑に回収される形で一時離脱する。戦いの終結後は復活を果たし、従児の処罰を巡る会議に参加する。
血蝕解放
 「双又ノ綻（ナミマタノホコロビ）」
両腕に備え付けられたファスナーを開けて出血することで二体の少年と障子を召喚し、少年が開いた障子の中から出現した巨大な腕から、左右で異なる能力を発動させる。また、障子を開くための刀を持った少年を攻撃役、障子を召喚する少年を盾役として操作することも可能。
技
「右腕」
指を弾く要領で衝撃波を放つ。森を抉るほどの高い威力が特徴だが、準備に時間がかかるため初撃が命中することはあまりない。第四指と第五指を用いて弾いた場合は威力と引き換えにピンポイントで打ち込めるが、それでも鬼の肉体に十分なダメージを与える威力を持つ。
「左腕」
血の川が流れる鳥居で敵を捕らえ、その中にいる相手の動きを封じる。拘束中でも右腕による攻撃は可能。
無陀野の教官
羅刹学園時代の無陀野らの教官。素顔は不明でノリの軽い口調をしている。
再生力の高いスライム状の怪物を大量に生み出す能力を持ち、入学初日の無陀野らに能力を用いた抜き打ちテストを課す。

#### 東京・練馬区
淀川 真澄（よどがわ ますみ）
声 - 田丸篤志
練馬区偵察部隊隊長。誕生日は6月17日。好きなものはお香(ローズマリー)。無陀野や京夜とは同期の間柄で、京夜からは「まっすー」と呼ばれている。桃太郎機関に懸けられた懸賞金は5千万円。
常に笑顔を浮かべつつも目が笑っていない表情をしているが、これは「ポーカーフェイスであれ」という信条の下で表情を捨てたため。体には過去に偵察部隊の任務で敵から受けた拷問の痕が多数残っている。
他人を煽るような言葉遣いをしており、厳しくもドライな性格から部隊を異動する者が多いが、これは過酷な現場に身を置く鬼機関の隊員としての愛情の裏返しであり、実際は暴走に抗う四季の心を認めるなどの人情を備えている。
偵察部隊隊長として能力を用いた潜入に優れるだけでなく、暗殺術にも秀でており、一切気取られることなく桃太郎機関隊員に占拠されたマンションを単独で制圧する実力を誇る。
練馬編では無陀野の案で偵察部隊の仕事を実演する形で迅の救出に協力。手口から練馬の桃太郎の仕業ではないことを見抜き、深夜の捜索の指揮を執る。さらに迅と共に深夜たちを罠に嵌めることに成功し、無陀野の頼みで四季と神門の戦いを遠くから見守る。
四季の暴走の際には、神門が四季を倒す準備を整えるまでの時間稼ぎを引き受け、途中で右足を吹き飛ばされる重傷を負ってしまうが、四季にとどめを刺される直前に無陀野に救出され、京夜の治療で右足を取り戻す。決戦後は右足を吹き飛ばしてしまったことを強く詫びる四季に対して暴走に負けない強さを身に着けるよう激励を送り、笑顔で別れようとする四季に悪態を突きつつも、四季たちの練馬からの出発を見送る。
高円寺編では四季たちが華厳の滝跡地研究所に向かっている間に襲撃を受けた杉並区に参戦し、負傷した猫咲と印南を逃がす。この時の戦いでこちらの能力が把握されていたことから内通者の存在を疑うようになる。馨や拠点に残らない生徒を率いて鬼の救助を指揮し、従児の裏切りが発覚した際は無陀野に決定権を委ねつつも尋問や処刑を提案。戦いの終結後は従児の処罰を巡る会議に参加し、右京に死亡保険と引き換えに従児の洗脳を解除するよう交渉を持ちかける。
血蝕解放
「完全拒絶（われかんせず）」
自身の血を舐めることで最大11分間、自身の肉体と身に着けている衣服、触れている物体や人間が透明になる。訓練と経験によって持続時間を延ばすことができ、無陀野が知る限りでは当初は30秒、練馬編では10分が限界であった。
並木度 馨（なみきど かおる）
声 - 石谷春貴
練馬区偵察部隊副隊長。誕生日は12月2日。好きなものはランプ。隠れ無陀野ファンで髪型を彼に寄せている。
長年に渡って真澄を支えている優秀な人物。温厚な性格で四季たちには鬼機関の活動や鬼の生活について多くのことを教える物腰が柔らかい態度で接する一方、真澄に劣らない毒舌を放つ一面を持つ。普段は古本屋の店主をしており、符丁によって鬼と情報のやり取りをする。
練馬編では四季たちに偵察部隊としての仕事を通して鬼機関の現場の案内や活動のサポートを行い、練馬での決戦では桜介と交戦する矢颪たちを無陀野から任せられる。矢颪と桜介の戦いに決着が着いた直後に練馬部隊隊員の接近を察知したことで意識を失ってもなお戦おうとする桜介を放置して地下アジトを脱出する。
決戦後は右足を失った真澄に偵察部隊の今後を託されるが、京夜の治療による真澄の復帰で引継ぎの件は無くなり、真澄と共に四季たちの練馬からの出発を見送る。
高円寺編では真澄と共に杉並区に参戦し、真澄の下で鬼の救助を担当。その傍らで鬼機関の情報を基に従児の身元を調査する。戦いの終結後は従児の処罰を巡る会議に参加する。
血蝕解放
「超音波（名称不明）」
自身の血を入れた小瓶を振ることで発生させた超音波の反響から周辺の人数や建物の構造を把握する。その小瓶を与えれば他人でも使用することができるが、IQが低い者が使用した場合は情報量の多さに嘔吐してしまう。使用制限時間は約2時間。
メアリー亜紀（メアリーあき）
鬼機関の医師兼研究者。身長183センチメートル。ボサボサ髪でぽってり唇の太眉ソバカス眼鏡。ぽっちゃり体型の巨乳。
採血に訪れた四季に惜しげもなく胸を曝け出し、「童貞を貰ってやろうか？」と問いかけ色々な意味で衝撃を与えた。

#### 東京・杉並区
朽森 紫苑（くちもり しおん）
杉並区戦闘部隊隊長。無陀野らの後輩の1人で、丸サングラスをかけて口にチュースティックを咥えている。
酒と賭博と女遊びを好み、子供を嫌う退廃的な性格で26人もの女性と関係を持っている。馨から借りた金を競馬に費やした挙句にその金をガールフレンドから借りようとするなど普段の態度が非常にだらしなく、四季からは「真っ直ぐなクズ」と呼ばれている。
その一方でこれらの性格や態度は大我曰く「天邪鬼」らしく、本質は女子供や仲間の危機には人一倍敏感かつ真っ先に駆けつけようとする性分であり、かつては「聖人」の異名を持つ羅刹学園の教官であった。
特に子供への情は非常に深く、それでなお子供嫌いを公言しているのは、かつて純粋かつ真っ直ぐな信念を持つ生徒らに先立たれてしまう虚しさを多く体験した教官時代の経験によるもの。その思いは敵である桃太郎にも向けられ、年若い銀が右京への忠誠心ゆえに自爆を決行した際には彼の死を強く嘆き悲しんでいた。
高円寺編では無陀野の下で右京の討伐を担当するが、迅の従児を疑う報告を聞きつけて急遽拠点へと戻り、拠点への侵入を試みていた銀や国領と一時交戦。銀と国領の撤退後は15部隊隊員の自爆を受けて重傷を負った猫咲と印南を京夜の下へと回収し、鬼の救助に参加。その最中に学校にて銀と国領の急襲を受け、大我に国領の相手を任せて自身は銀と再度交戦。終始圧倒し続ける中で、道連れを目論む銀の自爆に巻き込まれる危機に陥るが、大我の援護によって生還する。戦いの終結後は従児の処罰を巡る会議に参加する。
血蝕解放
 「聖人廃業（せいじんはいぎょう）」
血液で教科書を発現し、教科書の物語を一部再現する。
技
「水魅射（すいみい）」
集合して巨大な鯉を模る小魚の大群を召喚して敵を襲わせる。襲われた敵は全身に喰いちぎられたかのような風穴を空けられる。
「鯨雲（くじらぐも）」
巨大な鯨を召喚して攻撃する。
「スーホの紅い馬（スーホのあかいうま）」
二頭の馬を召喚して攻撃する。
「臆病な龍の咆哮（りゅうめいほうこう）」
巨大な龍を召喚し、龍の口から発射された血を無数の弾丸のようにして敵に放つ。
「吾輩は猫に成る（わがはいはねこになる）」
自らの体を小さな黒猫に変身させる。変身時間は最長5分間。体を極限まで圧縮するため、使用後に肉体に痛みが残り、一時的に話すことが困難になる。
百鬼 大我（なぎり たいが）
杉並区戦闘部隊副隊長。無陀野らの後輩の1人で、金色の短髪と左目の切り傷、胸元から覗く聖母の入れ墨が特徴。
極道のような荒々しい風貌と口調に反して、非常に子供想いかつ面倒見の良すぎる性格から「聖母」とも呼ばれており、実際に幼い子供からも非常に懐かれやすい。特に怪我や睡眠不足などの体調管理には強く気遣っており、その様子から四季は「聖母ってより母ちゃん」と感想を漏らしている。
高円寺編では無陀野の下で右京の討伐を担当する。月詠と桜介の相手を猫咲と印南に任せた後も無陀野と行動を共にし、従児の裏切りに伴う右京による鬼の殲滅が開始されると無陀野と分かれて鬼の救助に加わる。その最中に学校にて銀と国領の急襲を受けた紫苑と合流して国領と体育館で交戦。部下を自爆させてその血肉を武器とする国領に対し、襲撃を逃れて倉庫に身を潜めていた鬼を守りながらの戦いとなるが、左手の指を数本失う負傷と引き換えに勝利を収める。銀が自爆を決行した際には紫苑の血蝕解放を封じる国領の左腕を切断して拘束する。戦いの終結後は従児の処罰を巡る会議に参加する。
血蝕解放
 「守護ノ神代（しゅごのかみしろ）」
血液で球形のバリアを生成する。強度・持続時間は血液の使用量に比例し、ごく僅かな量でも発動できる。バリアで敵を閉じ込めるほか、高速回転させた面積の小さいバリアを飛び道具として攻撃に転用することも可能。
村田 兵之助（むらた へいのすけ）
杉並区隊員。フードとニット帽、黒マスクで顔の殆どを隠している。
四季たちを杉並区の拠点へ案内する。
クーちゃん
杉並区隊員で紫苑のガールフレンドの1人。体重3桁の巨体が特徴のギャル。
ミーちゃん
杉並区隊員で紫苑のガールフレンドの1人。暗い雰囲気の痩せた眼鏡の女性で死刑囚の最期の言葉を集めることを趣味としている。
妻夫木 介司（つまぶき かいじ）
杉並区戦闘部隊隊員。左頬に切り傷を持つ。
右京討伐に向かった紫苑と大我に代わり、拠点を防衛する戦闘部隊を率いる。
血液で刀を発現する能力と一撃で人間の胴体を真っ二つにする技量を持つ。
泰平（たいへい）
杉並区隊員。杉並区に配属されてから日が浅い隊員であり、発見した鬼を地下に誘導するも手足と腹部を失う致命傷を負い、紫苑に看取られながら死亡する。

### 桃太郎機関
大皇帝
桃太郎機関を統べる存在。姿は不明であり、黒い包帯で全身を拘束され両目からコードが伸び、椅子に座らされている不気味な人形の形をしたスピーカーを通して話す。
穏やかな口調をしており、鬼は対話を望んでいることを訴える神門の話に耳を傾ける姿勢を見せるが、実際には話を聞くつもりは全く無く、彼に異動および一般隊員への降格処分を下す。
桃太郎機関本部の幹部(仮称)
大皇帝に仕える幹部。4人存在し、姿は不明。大皇帝のものと似た人形を通して話すが、こちらは白い包帯でコードが伸びていない。尊大な性格をしていることから、蓬や桜介に舐められている。
桃太郎を「崇高」、鬼を「薄汚い血」だと考える選民思想を持つ。
桃屋 五月雨（ももや さみだれ）
声 - 増谷康紀
桃太郎機関総士隊長。頭部の右上に銃痕のような傷跡を持ち、白髪と白い髭を生やした初老の男性。剛志の後輩に当たり、彼に当時赤ん坊だった四季を始末することを強く進言していた。
剛志と四季を襲撃し、剛志を激戦の末に殺害するが、鬼の力を覚醒させて暴走した四季によって体の左半分に火傷を負い、左腕を失う。
以降は顔の左半分に火傷痕を残して左腕が義手となり、四季を仕留めることに執念を燃やす。
細菌を蜘蛛の巣のようにして敵を拘束する他、刀剣を召喚する能力を持つ。
桃井戸 颯（ももいど はやて）
桃太郎機関総士隊長・研究統括。迅の父親。迅から尊敬されていたが、妻のあすみと娘の葉月が鬼であると知って殺害し、息子の迅にも重傷を負わせる。
能力
「天結・冥冥一水（てんけい・めいめいいっすい）」
細菌を集めて日本刀を形成する。酸素すらも切ることができ、攻撃範囲内にいる相手はそれだけで酸欠状態に陥る。また、刀を形成する前の細菌の状態でも名刀の切れ味を持っている。
桃田 陽菜（ももた ひな）
本部勤務。ソバカス眼鏡で巨乳の女性隊員で階級は副隊長。地方からの異動によって五月雨とコンビを組む。田舎から上京したばかりで腰が低く、周囲の高圧的な隊員たちの態度に怯えている。
桃引 鐙（ももひき あぶみ）
桃太郎機関副隊長。桃井戸颯の部下。自称するほどデリカシーがない性格。
迅とも旧知の間柄で、桃井戸の妻子が惨殺された現場にも立ち会わせていた。
能力
「悪食顎（あきじきあぎと）」
人の歯列が生えたナマズのような生物を発現する。敵が発射したものや建物を食べて咀嚼し、別の物質に変えて吐き出すことができる

#### 京都
桃宮 唾切（ももみや つばきり）
声 - 岸尾だいすけ
桃太郎機関所属の隊長。研究が大好きで鬼を実験の研究対象として捉えている。31歳。誕生日は9月11日。趣味は標本や人体の収集。元喫煙者で真中と出会ったころには喫煙をたしなんでいた。
表向きは爽やかな笑顔と性格が特徴的な男性だが、本性は鬼を「蛆虫」呼ばわりして一切の情を持たず、幼い子供すらも嬲り殺す卑劣な男。既婚者で生まれたばかりの娘がいる。
能力を使わずとも戦闘力が高く、援護部隊の鬼とはいえ京夜をナイフのみで瞬殺するほどの実力を持つ。
かつては桃太郎機関の研究員で、同じく桃太郎機関で多忙を極めていた両親の死にさえも冷めた感覚を持ちながら鬼を解剖する日々を送っていたところを真中の希望で彼の部下となった。
以降は真中の影響を強く受けて家族を儲けたほか、遺言に従い彼の死体を操ることで隊長の地位を手にした。
蓬やアグリと共に京都の鬼機関の部隊を複数壊滅させ、さらに自身の細菌と発信機を仕込んだ鬼の死体をわざと京都支部に運ばせる戦法によって京都支部に甚大な被害をもたらす。
京都支部への襲撃時には京夜を倒した後、広間にて四季を待ち構えて彼と交戦し、死体を通した真中の能力によって圧倒する。
さらに芽衣に両親の死に様を嘲笑いながら教えることで彼女に絶望を植え付けて殺害しようとするが、これまでの鬼に対する残忍な所業と侮辱への強い怒りから炎鬼に覚醒した四季に敗れて全身に火傷を負う重傷を負い、四季の救助に駆け付けた無陀野にとどめを刺されて死亡する。
後に楔の研究者としての先輩であり、生前は誘雷放射システムの研究に取り組んでいたことが明らかとなり、死亡によって未完に終わった研究は引き継いだ楔の手で完成される。
能力
「死体の操作（名称不明）」
死体に細菌を入れて操る。操られた死体は脳を破壊しない限り、首を切り離されても動き続ける。
また、操る対象が桃太郎であれば、その者の能力を使用することができる。
「この世界では桃太郎ってこういうヤツ」ということを印象づけるために誕生したキャラクター。「中途半端に良いヤツだと複雑化してしまう」ため、冷酷な人物として描かれている。
桃草 蓬（ももくさ よもぎ）
声 - 伊瀬茉莉也
桃太郎機関所属の副隊長。唾切と行動をしている女性隊員。語尾に「っす」とつけてしゃべる。誕生日は8月21日。好きなタイプはキアヌ・リーヴス。元喫煙者。
露出の多いスーツを着用しており、常に棒付きキャンディーを舐めている。
一般人に被害を出さないために鬼を全滅させるべきという信念を持つが、実験材料として持ち帰るために鬼の子供を平然と殴り飛ばすなど、唾切と同様に鬼に対する情を一切持たない。
京都の鬼機関の部隊を壊滅させたのち、アグリを率いて京都支部を襲撃し、能力で京都支部全体を封鎖する。
迅や矢颪と交戦し、さらに京都支部を封鎖する部屋を破壊して合流してきた無陀野ら大勢の鬼と戦う覚悟を見せるが、戦力差を覆すことができずに自ら部屋に閉じこもったため、無陀野らに放置される。
四季を知る人物の1人として桃太郎機関本部に召集された際は唾切の仇討ちに強く燃えており、神門の訴えにも正面から反対。後に東京都墨田区17部隊に副隊長として異動する。
能力
「部屋の生成（名称不明）」
細菌を用いて大小様々な密室の部屋を作り出す。その部屋には蓬が許可した者しか出入りできないが、強い攻撃を加えられると破壊される。
体の一部分を閉じ込めての骨折や部屋を徐々に小さくして閉じ込めた相手を圧し潰すことも可能。
桃部 真中（ももべ まなか）
故人。かつての唾切の上司にして唾切の人生に大きな影響を与えた男性。当時研究者であった唾切を無理やり異動させる形で自身の部下にした。
豪快で熱い性格の持ち主で、仲間からの信頼も厚く、殺害した鬼に祈りを捧げる情を持ち合わせていた。
一児の父親であったが、子供の鬼を殺すのを一瞬躊躇ったがために家族を死なせ自身も致命傷を負う。最期は鬼には一切の情を抱いてはならないことと自身の死体を使役することを唾切に告げて息を引き取る。
以降、遺体は唾切の能力で操られていたが、四季との戦いによって焼けて灰になる。
能力
「酸素の操作（名称不明）」
細菌を空気中の酸素と混ぜて重さを操る。手の空間の酸素を通常の百倍の重さに変えて球状に圧縮することで数百トンの酸素の球体を形成して相手に放つことも可能。
アグリ
桃太郎機関が生みだした、犬・猿・雉の集合体の怪物。鬼を喰らう習性を持つ生物兵器で、量産が可能だが個体によって見た目と能力に若干の差異が存在する。
唾切や蓬と共に京都部隊を壊滅させ、京都支部への襲撃でも複数の個体が投入され、取り残された鬼たちを蹂躙するが、矢颪、ロクロ、水鶏に撃破される。
漆原によると、表情がわかりにくく、イケメンでもムチムチな体型でもないキャラクターのため描きにくく、特に「毛のボサボサ感」を描くのが大変であるという。

#### 東京・練馬区（桃太郎機関）
桃巌 深夜（ももいわ しんや）
声 - 沢城千春
6部隊隊長。周囲に恐れられるためにつけた刺青とピアスが特徴の男性。28歳。誕生日は3月9日。好きな食べ物は高級料理全般。趣味は腕時計集め。
自身の出世を第一に考え、そのためならば民間人を平気で巻き込み、部下である神門の純粋な気持ちさえ利用する外道。
その出世欲の強さは才能を持つ者に対するコンプレックスと復讐心に由来しており、文字通り血の涙を流すほどの努力と相手の弱みを利用した謀略の末に、戦闘力が低いながらも隊長の地位を手にした。
当初は桃太郎機関本部にて、五月雨の副官として異動した陽菜に高圧的な態度を取り、四季に左腕を奪われた五月雨に引退して総士隊長の地位を譲るように煽っていた。
その後、唾切の死を受け、四季を倒して出世するために神門を連れて独断で行動を起こし、迅の姉妹救出をきっかけに練馬の鬼と桃太郎、民間人を大きく巻き込む陰謀を展開する。
迅の視界から得た情報を元に練馬の鬼機関の地下アジトを突き止めるが、真澄と迅が仕掛けた罠に嵌められていたことを知ると、すぐさま逃走。
迅に追跡されながらも小型爆弾が仕掛けられた廃ビルに誘き寄せるが、罠の存在を看破していた迅に通用せず、逆に喉を切り裂かれる致命傷を負わされてしまい、最期は苦しみの中で圧倒的な才能を持って生まれ変わることを望みながら死亡する。
なお、深夜自身は知らなかったが、彼の存在は才能に恵まれない桃太郎の希望となっており、神門もこれまでの行いを非難しつつも目標のために突き進む姿に尊敬の念を込めていた。
 能力
「視界の操作（名称不明）」
細菌を取り込んだ人間の視界を支配する。左右の目によって能力が異なり、発動中は瞳に正三角形のマークが浮かび上がる。有効時間は24時間。
技
「右目」
自分の視界を相手に見せて視界を遮る。発動中は相手の瞳にも深夜と同じマークが浮かぶ。戦闘力が低い深夜の数少ない自衛手段でもあるが、連続で使用すると目を痛めてしまう。
「左目」
相手の視界を覗く。一度に最大36人分の視界を覗くことが可能。
桃寺 神門（ももでら みかど）
声 - 土岐隼一
6部隊副隊長。金色の長髪が特徴の青年。19歳。誕生日は10月21日。血液型はO型。好きな食べ物はカステラ、どら焼き。嫌いな食べ物は豆類(どら焼きは除く)。銃器マニアで、それを扱ったゲームや映画も好き。
強い正義感と優しい心の持ち主で、たとえ鬼であろうとも正しい心を持つ者であれば処分しない自分ルールを持つ桃太郎機関の中でも珍しい存在。
その一方で人を害する鬼だと一度でも判断すれば相手の主張に一切の耳を貸さず、何の躊躇も抱くことなく手を下せる容赦の無さを持つ。
19歳の若さで副隊長に就任した天才児でもあり、その才能は月詠や真澄から高く評価されている。
縁日で四季と知り合い、お互いに同じ趣味の持ち主だと知って意気投合して友人となる。深夜の執拗な策略によって、四季を一連の事件を引き起こした凶悪な鬼だと誤解して対立することになってしまうが暴走状態となって尚、自分のことを案じる四季の姿を見て自らの間違いに気づき、友として彼を救うために戦った。
決戦後は四季と再会して無事に謝罪と和解を果たし、無陀野から聞かされた鬼と桃太郎の共存を実現するために行動を開始する。
四季を知る人物の1人として桃太郎機関本部に召集された際はその場で鬼と桃太郎の共存の道を訴えるが、鹿児島の霧島部隊に異動させられたうえで一般隊員への降格処分を下されてしまう。
能力
「八岐大蛇（やまたのおろち）」
四季と同様に様々な銃器を発現する。背中の細菌の帯と接続した4丁の銃を操って戦う。神門自身の優れた才能によって威力の調整や発射時の反動を利用した高速移動のほか、銃を6丁まで増やすことが可能。
銃器以外にもRPGや巨大な光線銃を発現することができる。
桃華 月詠（ももか つくよみ）
声 - 浅沼晋太郎
22部隊（練馬）隊長。紫色の髪とワイヤーグラスが特徴の男性。誕生日は3月3日。好きな食べ物は和食全般。
占いに人生を乗っ取られていると言われるほど、占いの結果を信じ切ってミョリンパ和歌子という占い師に心酔しており、タロットカードや水晶など感性で何となく御利益がありそうな物を集め、占いでどんなラッキーアイテムが指定されようとも対応できるよう常備している。
それを除けば、普段は血気盛んな桜介を諫めることが多い落ち着いた性格をしているが、その本性は深夜から桜介と並び「生粋の戦闘狂」と評されるほどの好戦的な人物で、怒りが頂点に達すると狂気に満ちたような恐ろし気な笑顔を浮かべる一面を持つ。
桜介や旋律とは桃太郎機関養成学校の同期の間柄であり、当時は占い同好会の宗教法人化と総理に就任することによる「占い厳守法」の施法を目指していた。
練馬編では深夜の誘いを受けて無陀野との戦闘と引き換えに四季の討伐に協力し、無陀野に敗れた桜介を回収する。練馬での決戦では無陀野と交戦し、「神の望みを知る」の多彩な能力で渡り合うが、ラッキーアイテムとして持ち込んだボウリングの球を逆利用され、「深淵之水闇」を受けて敗北。決戦後は病院にて桜介と共にリベンジを誓う。なお、敗北こそしたが、後に同じ隊長である明大、長沼、聖蹟の3人と比較して「圧倒的に強かった」と無陀野から実力を評価されている。
四季を知る人物の1人として桃太郎機関本部に召集された際は桜介の非礼を詫びつつ、報告を四季に最も詳しい神門に託す。
高円寺編では右京の要請を受けて応援部隊として杉並区に参戦。性格が変化した右京に疑問を抱きつつも、桜介と共に杉並区に参戦した鬼たちとの戦いを楽しむことを画策する。本部を襲撃した無陀野たちの前に現れ、印南と互角の戦いを繰り広げるが、その最中に手柄の横取りを企む右京の刺客である杉並部隊隊員の自爆によって戦闘を中断されてしまう。さらに大切な練馬部隊隊員を人質に取られたことで右京に従わざるを得なくなった状況に強い怒りと不満を抱きながらも、旋律との合流を目指す。
旋律と合流した後は彼に右京との交渉を任せて無陀野と交戦するも、圧倒され続けた末に敗北する。とどめを刺される直前に四季の手で解放された部下と合流したことで見逃され、右京と四季の双方に借りを返すべく、2人の激闘に乱入し、四季と共闘。戦いの終結後は右京に勝利した四季の強さに興味を抱き、将来の交戦を期待しながら撤退する。四季や無陀野など鬼のことを認めているところがあり、神門と同じような考え方を持っている。
能力
「神の望みを知る（ラグナロク）」
タロットカードを用いて、そのカードに準じた能力を操る。どんな攻撃でも効果は一時的。タロットカードの種類・位置によって効果が変わる。カードは同時に3枚まで引くことができるが、自分にとってデメリットのある効果が出た場合でも使用しなければ次のカードを引くことができず、有利なカードを引ける確率が下がってしまう。
技
「SWORDの2」
桜介の回収時に「SWORDの4」、「SWORDの6」と共に発動された。剣を装備した騎士を召喚する。
「SWORDの6」
桜介の回収時に「SWORDの2」、「SWORDの4」と共に発動された。剣を装備した騎士を召喚する。
「星」
美しく幻想的な星空を頭上に広げ、敵の注意力を奪う。他、リラックス効果を持つ。
「SWORDの8」
8本の剣を召喚して貫いた敵を拘束する。一定時間経過すると消滅する。
「戦車」
近代戦車を召喚する。
「SWORDの4」
命中した敵の動きを5秒間遅くする攻撃を繰り出す騎士を召喚する。
「SWORDの騎士」
鉄騎士と騎馬を召喚する。逆位置だと自分に襲い掛かる。
「ワンドの7」
正面に樹木を召喚し、敵の攻撃を防ぐ。逆位置だと防御力が低下する。
「悪魔」
逆位置だと望ましい方向へ変化する。
「力」
額に角を生やした獅子を召喚する。
「月」
幻覚を数秒間見せる。
「カップの3」
分身を生み出す。
「ワンドの2」
鋭く捻じれた2本の樹木を召喚して敵を貫く。防御が不可能なほどの高い貫通力を持つ。
「隠者」
魔法使いの老人が敵の背後に出現し、魔法陣からビームを放つ。
「ペンタクルの4」
五芒星が象られた円盤を4枚発現させる。円盤から発射されたビームは、五芒星を潜りながら軌道を変えて敵を攻撃する。
「ワンドのエース」
敵の頭上に巨大な樹木を召喚して押しつぶす。
桃角 桜介（ももかど おうすけ）
声 - 小野友樹
22部隊（練馬）副隊長。黒色の短髪に褐色肌の男性。誕生日は8月23日。好きな食べ物は辛いもの。趣味は格闘技観戦だが、試合に乱入したがために出禁となった会場が多数存在する。
荒々しく喧嘩っ早い性格で戦いの過程が満足できるものならば己の死すらも受け入れ、殺し合いに愉悦を感じる戦闘狂。月詠曰く、「変態」、「誰よりも自分の命を雑に扱う男」。
その一方で部下からの人望が厚く、本人も「後輩」と見なして大事に思っているため部下との関係は良好。
月詠や旋律とは桃太郎機関養成学校における同期の間柄であり、旋律とバンドを組んでいた際はベースを担当していた。
練馬編では深夜の誘いを受けて無陀野との戦闘と引き換えに四季の討伐に協力し、光が丘公園にて鎖鎌の能力で無陀野と交戦するが、「聖双龍涕ノ慈雨」を受けて敗北。尋問されそうになったところを月詠に救出される。練馬での決戦では無陀野に再戦を挑もうとするが、月詠の自由を封じることを考えていた無陀野に全く相手にされないどころか、矢颪らに自身の相手を任せたことに激怒する。
相手を名乗り出た矢颪と交戦し、無陀野との戦いでコピーした能力と体術で圧勝。矢颪に全く興味を示すことなくとどめを刺そうとするが、残り1回の「怒鬼怒氣ヒステリー」で翼を発現させた姿を見てやる気を見せ、激闘の末に「堕天使の咆哮」を受けて敗北。意識を失ってもなお執念のみで戦い続けようとするが、駆け付けた部下に無理やり連れだされる形で離脱し、決戦後は病院にて月詠と共にリベンジを誓う。
四季を知る人物の1人として桃太郎機関本部に召集された際は大皇帝と幹部を前に不遜な態度を取り、神門の訴えに対しても「戦う相手がいなくなる」という理由で反対する。
高円寺編では右京の要請を受けて応援部隊として杉並区に参戦し、月詠と共に杉並区に参戦した鬼たちとの戦いを楽しむことを画策する。本部を襲撃した無陀野たちの前に現れ、猫咲と互角の戦いを繰り広げるが、その最中に手柄の横取りを企む右京の刺客である杉並部隊隊員の自爆によって戦闘を中断されてしまう。さらに練馬部隊隊員を人質に取られたことで右京に従わざるを得なくなった状況に強い怒りと不満を抱きながらも、旋律との合流を目指す。
旋律と合流した後は彼に右京との交渉を任せて道中で無陀野と交戦するも、圧倒され続けた末に敗北する。とどめを刺される直前に四季の手で解放された部下と合流したことで見逃され、右京と四季の双方に借りを返すべく、2人の激闘に乱入し、四季と共闘。戦いの終結後は右京に勝利した四季の強さに興味を抱き、将来の交戦を期待しながら撤退する。
 能力
「コピー」
受けた技を細菌によって再現する。24時間に1人分の能力までしかコピーできない。
技
「鎖鎌（名称不明）」
コピー元の能力および元の使用者は不明。大鎌と草刈鎌が鎖で繋がったような形状をしている。鎖は最長300mまで伸ばすことができ、大鎌の刃を巨大化させることによる攻撃範囲の拡大も可能。
月詠は「弱い」と評していたが、桜介本人は気に入っていた。
「雨過転生」
無陀野戦での経験からコピーした。オリジナルと異なり傘を形成せずに発動する。
「聖双龍涕ノ慈雨」
無陀野戦での経験からコピーした。オリジナルと異なり1体の龍のみ出現させる。
「朧桜（おぼろざくら）」
小型の薪割り斧を発現する。一振りで衝撃波を発生させる威力が特徴で、様々な能力をコピーしてきた桜介自身も「一番しっくりくる」として気に入っている。
「我乱道（がらんどう）」
朧桜の刀身から宙を飛ぶ斬撃を放つ。

#### 華厳の滝跡地研究所
桃裏 楔（ももうら くさび）
華厳の滝跡地研究所所長。顔を横断する大きなツギハギ模様の傷跡を持つ眼鏡の男性で「キシシ」という独特な笑い方が特徴。29歳。
幼稚的かつ我儘な性格で、鬼を「最高の玩具箱」と見下す価値観と鬼の臓器を玩具としてままごと遊びをする猟奇的な趣味を持つ
己の好奇心のためならば多くの鬼を非道な実験に巻き込み、鬼の子供を惨殺する風景を嬉々としながら他者に見せつけるなど常軌を逸した残虐性を持つマッドサイエンティストであり、これらの異常性と価値観は四季を「子供が無邪気に虫をバラバラにする感覚」と絶句させている。
研究所に所属する隊員をまともに覚えていないほど他人に対する興味が皆無であり、それゆえに自分本位で部下を平気で切り捨て、多くの鬼の命を弄んだことへの四季の怒りに理解を示さないエゴイズムを併せ持つ。
唾切の研究者としての後輩にあたり、彼のことを「天才」と評する一方で、唾切を戦闘部隊に引き込んだ真中を「低能」と見下していた。
鬼國隊と羅刹学園の襲撃を受けてもなお、研究所に所属する隊長たちに迎撃の指示を下す傍らで研究を続けており、纏と交戦中の四季とモニター越しで対面。研究が終了したとして大勢の隊員が残っているにも関わらず研究所の爆破を宣言し、さらにみゆきの行動や死に様を嘲笑う姿が四季の激しい怒りを買うこととなる。
研究所の爆破宣言後は、研究所各所に仕掛けた時限爆弾によるパニックに乗じて研究データの回収を狙い、回収後は颯および鬼國隊と歪の決戦を別室から観戦する。
颯と歪の決着を見届けた後に脱出ポッドで崩壊する研究所から脱出したところで、矢颪の助力で飛び込んできた四季と交戦。「悪魔魔異」で実験台の鬼たちを人質に取った卑劣な戦法や唾切から引き継いで完成させた誘雷放射システムによる落雷で四季たちを苦しめるが、誘雷放射システム完成のための非道な所業を「好奇心」の一言で片づけた態度を前にした怒りで炎鬼の制御と殺意に目覚めた四季に敗北。
その際に他人に興味を示さないはずの自分が唾切の死を受けて心が揺れた経験から「死は人の心に引っかかる」ことに興味を見出し、命を奪うことに戸惑いを覚える四季に自身を殺害するよう悪辣な挑発を繰り返した末、怜美の心臓を人質に取ったところを四季に撃ち抜かれて死亡する。
能力
「悪魔魔異（おままごと）」
楔の細菌を24時間以上取り込んだ者から摘出した臓器を人形に変形して操る。
人形がダメージを受けると、その人形の元となった臓器の本来の持ち主も臓器を傷つけられる形で同様のダメージを受ける。
楔は歪に「歪螺」で小さく圧縮させた臓器を大量に所持している。
技
「飽きたら変える（エゴブロック）」
人形を武器に変形する。作中では伸縮自在の槍に変形させている。
「臓器結合（ぞうきけつごう）」
複数の臓器を合体させて巨大な人形を生み出す。
桃林 慎義（ももばやし しんぎ）
華厳の滝跡地研究所第一隊長。度を超して慎重すぎる性格で、そのあまりどこか抜けている男性。
専用部屋は「もしかしたら何か飛び出してくるかもしれないから気をつけよう部屋」(慎義命名)で、出入り口のような不気味な顔の口から様々な車両やゼンマイ仕掛けの動物が次々と飛び出して、部屋中を縦横無尽に走り回る。
1階にて鳥飼と交戦し、鳥を生成する時間を与えない光線の能力と専用部屋のギミックで圧倒。「化鳥造血・プテラノドン」による決死の一撃さえも巨大なレーザービームで抑え込むが、偶然にも部屋で走り回る豚との衝突によって体勢を崩してしまったことで、逆に押し返されて敗北する。
決着後は研究所を脱出するが、慎重になりすぎたために仲間との合流が4ヶ月もかかってしまう。
能力
「光線（名称不明）」
指を鳴らすことで細菌を光線に変えて攻撃する。高い威力に加え、「君の攻撃が始まる時、俺の攻撃は終わっている」と豪語するほど攻撃速度にも優れるが、命中精度が悪いため乱発が必須となる。
また、光線を集中させて巨大なレーザーとして放つ大技を持つ。
桃田 久望（ももた くも）
華厳の滝跡地研究所第一副隊長。上司の慎義とは対照的に、めんどくさがりな性格の男性。20歳。
1階にて蛭沼と交戦し、胸部ごと右腕を吹き飛ばす致命傷を与えて勝利したかに思われたが、両腕が義手となっている蛭沼には通じておらず、油断した隙を突かれて口から直接胃に大量の毒性の蛭を注入されてしまう。
最期は情報を持っているフリをして解毒の交渉を試みるが、有益な情報を持っていないことを見抜いていた蛭沼に体内の蛭を膨張させられて破裂死する。
能力
「煙の操作（名称不明）」
煙草の煙を操る。形状や硬さは自由自在だが、煙草を吸っていなければ発動できない。
桃木田 与一（ももきだ よいち）
華厳の滝跡地研究所第2部隊隊長。少年のような小柄な体格とお調子者な性格の男性。常に笑顔を浮かべており、「きゃはは」と笑うことが多いが、余裕が無くなると笑顔が消えて口調が荒くなる。
2階にて不破と交戦し、高い防御力で不破のみならず乱入した水鶏さえも圧倒するが、「死灰乱舞・怒」を覚醒させたロクロの攻撃を防ぐことができずに「嵐舞 頬那芸ノ怒槌」を受けて敗北する。
決着後も生存するが迷子となる。
能力
「球体（名称不明）」
細菌で発現した巨大な球体を身に纏って突進する。いくつもの層が重なっているため高い防御力を持つが、発動中は視界が圧倒的に悪くなる。
また、無数の小さな球体に分裂しての全方位攻撃や全身に巨大なトゲを生やすことも可能(不破曰く「ウニ」)。
桃脇 岼（ももわき ゆり）
華厳の滝跡地研究所第2部隊副隊長。34歳。服からこぼれんばかりの巨乳が特徴の美女。
その美貌からこれまでに何人もの男を虜にしてきたが、年齢を重ねるにつれて次第に男から言い寄られなくなっていき、「重い女」と見られるようになった現実に悩んでいた。
熟女を好むがゆえの独特な女性への価値観と同じ能力を持つ囲を「運命の男」だと思い込んだ結果、ロミオとジュリエットに当てはめて彼に強く惚れ込んでしまう。
2階にて囲と交戦するが、自身の恋心を利用されて生じた隙を突かれて敗北。そのままとどめを刺されそうになるが、恋心が強すぎるあまりに死を受け入れる姿勢が彼に恐怖されたため、縛られて気絶させられる。
決着後は研究所を脱出して別部隊の副隊長に着任するが、密かに囲を探し続けている。
能力
「ストーキングアロー」
発現した弓のみを用いて矢を放つ動作をすることで、床や壁などから物質を通過する性質を持つ矢を出現させて攻撃する。相手の死角からの攻撃を可能とするが、矢は人体を通過することはできない。
また、物質を通過する性質ゆえなのか岼から距離が離れるほど矢の速度が減速すると囲は推測している。
桃舵 壱郎（ももかじ いちろう）
華厳の滝跡地研究所第3部隊隊長。旋律の能力に巻き込まれないためにヘッドホンを身に着けている男性。迅から付けられたあだ名は「筋トレ馬鹿」。26歳。
専用部屋は旋律の能力を意識した無音室のような構造となっている。
常に筋トレに励み、「心の大きさは筋肉に比例する」という持論の通り、迅からのあだ名を誉め言葉として受け取るほか、旋律の我儘をプロテインで引き受ける度量を持つ。
当初は3階にて旋律と百目鬼の戦いを傍観しており、迅の乱入と旋律の頼みを受けて百目鬼と交戦するが、「残血呈戯」に翻弄され続けた末に全身を貫かれて死亡する。
能力
「筋骨千頭筋観音（きんこつせんとうきんかんのん）」
細菌で巨大な腕を周囲に発現して攻撃する。最大千本まで形成可能で、筋トレを重ねるほど腕の強度が増すが、筋トレ不足だと細い腕しか造れない。
技
「筋骨千頭筋観音・崩腕（きんこつせんとうきんかんのん・ほうわん）」
無数の腕を合体させてさらに巨大な腕を造りだす。発動直後に死亡したため、詳細は不明。
桃尾 旋律（ももお せんりつ）
華厳の滝跡地研究所第3部隊副隊長→15部隊（杉並）隊員。アイドルを連想させるマイクと改造スーツが特徴の男性。迅から付けられたあだ名は「騒音野郎」。
月詠や桜介とは桃太郎機関養成学校における同期の間柄であり、ボーカル担当として桜介とバンドを組んでいたが、初ライブで大半の観客の鼓膜を能力で潰してしまったために解散になってしまった過去を持つ。
戦いそのものを自身のライブステージに見立てるほか、上記の件で苦しむ観客を見ても歓喜するなど、歌や音楽に対する情熱が非常に強く、そのことから桜介に「アホ」呼ばわりされている。
その一方で桜介や迅に強さを認められる実力者にして、鬼が相手でも受けた借りは必ず返す義理堅い性格の持ち主でもある。
華厳の滝跡地研究所編では3階にて百目鬼と交戦し、反響定位を妨げる大音量の歌声で完封するが、乱入した迅に自身の声を「騒音」呼ばわりされた怒りから標的を彼に変えて交戦。迅の攻撃を一切寄せ付けることなく有利に立つが、弱点を見破られ、「抜闘両断」を受けて敗北する。
楔による研究所の爆破宣言後は意識を取り戻しており、鳥飼と妊婦の桃太郎を医務室へ運ぼうとする迅と遭遇するが、自身の仲間も救おうとした迅に借りを返すために医務室へと案内して鳥飼にも治療を施す。
この時点で部下を見捨てた楔を見限っており、迅に敗北のリベンジを果たすことと妊婦の桃太郎を病院に連れて行くことを告げ、研究所からの脱出を目指す。
妊婦を病院に送り届けた後に研究所に戻るが既に決着が着いた後であり、さらに自身の鬼を擁護する発言について妊婦に報告されたことで副隊長を解任されて行き場を失いかけるも、右京の誘いを受けて一般隊員として杉並部隊に配属される。
高円寺編では月詠や桜介と再会するも、右京に崇拝に近い異常なまでの忠誠心を向ける杉並部隊隊員の様子に違和感を抱く。月詠と桜介から一連の事情を知らされると人質となっている練馬部隊隊員を解放するよう右京との交渉を試みるが、右京の部下の手で練馬部隊隊員共々拘束されてしまう。従児の居場所と撤退を条件に四季によって解放されると、従児を連れて右京から逃れようとする四季を練馬部隊隊員と共に援護するが、右京に敗北。戦いの終結後は練馬部隊隊員によって救出される。
 能力
「VOICE FLOW（ボイス フロー）」
最大音量が160dBに達する声を自在に操り、発生する衝撃波で攻撃する。
叫ぶだけでも周囲を吹き飛ばすことができる攻防一体の能力であるが、自身を中心とした半径1mの範囲内は自分の鼓膜を潰してしまわないために能力が及ばない「無効領域」となっているため、接近されると無力となる弱点を持つ。
技
「VOICE FLOW ROCK（ボイス フロー ロック）」
大音量の歌声を直接相手にぶつける。建造物の床や壁を砕くほどの威力を持ち、避けられたとしても攻撃の近くにいれば耳に出血するほどのダメージを負わせることができる。
「VOICE FLOW BALLADE（ボイス フロー バラード）」
歌声で相手の攻撃を受け流して軌道を変える。
「VOICE FLOW Rock'n'Roll（ボイス フロー ロックンロール）」
歌声で強力な攻撃をぶつける。旋律曰く「サビ」。
「VOICE FLOW HARD ROCK（ボイス フロー ハード ロック）」
上空に飛び上がり、地上の敵に向けて歌声をぶつける。
桃墨 輝（ももすみ てる）
華厳の滝跡地研究所第4部隊隊長。ゴージャスな雰囲気を持つ褐色肌の男性。27歳。
専用部屋は内装からオブジェまで全てが純金製で、部屋まで続く廊下も同様に純金尽くしとなっている。
「女は俺に弄ばれるために生まれてきた」などと女性を見下して下卑た笑みを浮かべる下劣な性格をしており、弄んだ末に殺害した鬼の女性の死体を純金で固めた黄金像を複数傍に侍らせる外道。
敵の攻撃や己の死すらも含めたあらゆる苦しみに快感と興味を覚えるマゾヒストであるとともに、自身が経験した苦痛を相手に与えることでその苦しみを想像することに快楽を見出すサディストでもある。
かつては醜い容姿が原因で同僚の女性たちから容赦ない罵倒を浴びせられていた醜男であり、その復讐を果たすために整形と実力の積み重ねで現在の容姿と隊長の地位を手にしたが、規約によって桃太郎同士の殺し合いが禁じられていたがために晴らせない怨みを鬼の女性にぶつけていた。
颯と分断させて部屋へと誘導した海月に加え、海月を弄ぼうとした際の発言を別の部屋で聞いた怒りに燃える澄玲に巻き込まれる形で乱入した帆稀とも交戦し、純金を操る「黄金郷」で2人を圧倒する。
不意を突いた帆稀の攻撃をも防ぐが、その際の油断で身体に貼り付けられた海月の「泡水母・赤」から逃れるための同化が間に合わずに失敗して能力を発動できないほどの重傷を負い、さらに同化が中途半端だったがために半身が床に埋まり身動きも取れなくなってしまう。
その状況になってもなお、海月に呪詛と罵詈雑言をぶつけるが、最期は「泡水母・赤」を顔面で起爆されて死亡する。
 能力
「黄金郷（おうごんきょう）」
触れて3日以内の純金を自在に操る。操作する純金は巨人状態の澄玲から警戒され、全身に纏えば「泡水母・赤」の爆発を防ぐ高い強度を持つ。
また、四方を純金に囲まれた空間限定で自らの肉体を純金と同化させて潜行することができ、それによって回避や他の純金がある場所への移動が可能となる。
後に乙原の分析で歪と同様に目に見えないほど細かくした細菌を散布して発動していたことが明らかとなる。
技
「フィールドリカバリー」
破損した部屋を純金で覆って修復する。
「バイアグレッシブ」
純金と同化している状態で巨大な大剣と化して敵を貫く。
桃間 纏（ももま まとい）
華厳の滝跡地研究所第4部隊副隊長。奇抜な服装と髪型が特徴のサングラスの男性。
ファッションリーダーを気取っており、奇妙なコスプレと死んだ目が特徴の部下たちを盛り上げ役として従えているが、実際は能力のために仕方なく着ている様子が見受けられ、四季に指摘された際には図星を突かれたような反応を見せた。
4階にて最上階を目指していた四季と哲司と遭遇し、哲司と別れてしまった四季と交戦。様々な動物の特性を再現する「纏嬈纏着」で優位に立つが、逆に血蝕解放の応用で「存在しない銃を発現する」という発想を得るきっかけを与えてしまう。
楔による研究所の爆破宣言後は自身たちを見捨てた楔に呆れつつも、殺害されたみゆきの命を侮辱しながら四季に襲い掛かるが、楔の所業に激怒していた四季には全く通じず一撃で吹き飛ばされて敗北する。
決着後は研究所を脱出し、休職して服飾専門学校へ入学する。
 能力
「纏嬈纏着（てんじょうてんぎ）」
動物の素材から作られた衣服や装飾品を身に纏うことで、その動物の特性を己の肉体に再現する。
作中ではゴリラの毛皮のアームカバーで腕力、サイの皮のシャツで防御力、ヒョウの皮のズボンと靴で俊敏性、ハヤブサの羽根飾りを付けたサングラスで動体視力、背中に着用したクジャクの羽根で魅力を再現していたが、クジャクの羽根に関しては四季には全く効果が無かった。
桃木場 明大（ももきば めいだい）
華厳の滝跡地研究所第5部隊隊長。左目の切り傷が特徴の男性。22歳。
楔より無陀野抹殺の命令を受けて5階を離れ、研究所正面にて無陀野と交戦する。
国領の能力から解かれた無陀野に挑むが、一瞬にして長沼、聖蹟と共に「繚乱時雨・雨坊主」で圧し潰されて死亡する。
後に鬼との戦闘頻度が少ない研究所勤務であったがために、腕が鈍っていたことが明らかにされる。
桃坂 国領（ももさか こくりょう）
華厳の滝跡地研究所第5部隊副隊長。左耳の「JOKER」と刻まれた長方形の耳飾りが特徴の男性。
楔より無陀野抹殺の命令を受けて5階を離れ、研究所正面にて無陀野と交戦する。
無陀野の血蝕解放を封じることに成功し、片倉とめじろを含む大勢の隊員が撃破された後に聖蹟の命令で能力を解くが、再び能力を発動する隙も与えないスピードで明大、長沼、聖蹟を瞬殺した無陀野の実力を目の当たりにして戦意を喪失し降伏。捕虜の代表として無陀野から尋問を受けて研究所の実態などを明かす。
その正体は右京の部下である15部隊（杉並）隊員。手毬の治療費を集める右京のため、研究データの提出で得られる上層部からの特別報酬を目当てに華厳の滝跡地研究所に潜入しており、決着後は騒ぎに乗じて脱出したところを何者かから研究データのコピーを入手して目的を達成する。
鬼と桃太郎のハーフで、訓練生時代に「混ぜ物」として差別による虐めの対象となっており、同期生の銀とは同じ苦痛を分かち合っていた。その絶望の日々から自分たちを救ってくれた右京には絶大なる恩義と忠誠心を抱いている。
普段は冷静な振る舞いを見せているが、八つ当たり気味に民間人の通う学校を破壊しようとする攻撃性と部下の命を道具としか考えない非情さを併せ持つ。
高円寺編では銀と共に四季の抹殺を狙い、拠点に向かう途中で遭遇した紫苑と交戦するが右京の招集命令を受けて一時撤退する。学校にて鬼を捜索していた紫苑を銀と共に急襲したところで駆けつけた大我と体育館で交戦。自爆用の爆弾を隠し持った多くの部下を突撃させ、さらに自爆時に飛び散った部下の血肉を武器として操る非道な戦法を用いるが、倉庫に隠れていた鬼をも標的にする卑劣さが怒りに触れた大我に全身を切り刻まれて敗北する。それでもなお、満身創痍となりながらも紫苑を道連れに自爆しようとする銀を援護するが、大我に左腕を切り飛ばされて能力を解除されたところを拘束される。戦いの終結後は捕虜として厳重に捕らえられ、右京の死亡証明である彼の遺体を桃太郎機関に届ける役目を負わされる。
能力
「壊血的阻害症（ブラッドブレイク）」
一定範囲内の体外に出ている血液を操る。強制的に血液を液状化させて血蝕解放を封じることが可能だが、一定量以下の血液は対象外となる。
桃早 長沼（ももはや ながぬま）
華厳の滝跡地研究所第6部隊隊長。右のフレームが涙を流しているような形状となっている眼鏡が特徴の男性。25歳。
楔より無陀野抹殺の命令を受けて6階を離れ、研究所正面にて無陀野と交戦する。
国領の能力から解かれた無陀野に挑むが、一瞬にして明大、聖蹟と共に「繚乱時雨・雨坊主」で圧し潰されて死亡する。
後に鬼との戦闘頻度が少ない研究所勤務であったがために、腕が鈍っていたことが明らかにされる。
桃学院 片倉（ももがくいん かたくら）
華厳の滝跡地研究所第6部隊副隊長。長い前髪で目元が隠れ、腰まで届くほどの切り揃えられた黒色の長髪の男性で、誤って攻撃が部下に命中してしまっても意に介さない冷酷な性格。
楔より無陀野抹殺の命令を受けて6階を離れ、研究所正面にて無陀野と交戦する。
めじろの「ベクトルワーム」で飛ばされた無陀野を待ち構えて溺死を試みるが、煙幕で見失ったところを超重量の鞄による殴打で顎を砕かれて戦闘不能に陥る。
決着後はしばらく入院し、入院先の看護師に恋をする。
能力
「涙の操作（名称不明）」
大量に分泌した涙を操り、捕らえた敵を溺死させる。飛ばすことも可能で少量ならば銃弾並みの威力となるが、能力を使いすぎると目が霞んで一定時間見えなくなってしまう。
桃地 聖蹟（ももち せいせき）
華厳の滝跡地研究所第7部隊隊長。ヘッドバンドが特徴の男性で好戦的な性格。27歳。
楔より無陀野抹殺の命令を受けて7階を離れ、研究所正面にて無陀野と交戦する。
交戦当初は片倉とめじろを含む隊員を戦わせ、敵わないと判断すると本気の無陀野と戦うために国領に能力を解かせて挑むが、一瞬にして明大、長沼と共に「繚乱時雨・雨坊主」で圧し潰されて死亡する。
後に鬼との戦闘頻度が少ない研究所勤務であったがために、腕が鈍っていたことが明らかにされる。
桃記 めじろ（ももき めじろ）
華厳の滝跡地研究所第7部隊副隊長。左側頭部に入れ墨が刻まれたスキンヘッドが特徴の男性。
楔より無陀野抹殺の命令を受けて7階を離れ、研究所正面にて無陀野と交戦する。
無陀野が武器として用いる鞄が超重量であることを知らずに「ベクトルワーム」で空中に弾いて奪い取ろうとするが、落下する鞄を受け止めることができずに両腕を潰してしまう。
決着後は両腕を折られたことがトラウマとなり、それが原因で離職する。
能力
「ベクトルワーム」
触れた物体を指し示す方向へと強制的に飛ばす性質を持つ矢印状の触手を背中に形成して操る。物理攻撃も可能で応用が多岐にわたる。
桃久 久利（ももひさ くり）
華厳の滝跡地研究所第8部隊隊長。
8階にて無陀野と交戦し、既に敗北した姿でのみ登場する。
桃亜 康弘（ももあ やすひろ）
華厳の滝跡地研究所第8部隊副隊長。冴えない雰囲気のオールバックの男性。
鍛錬不足ゆえなのか、自身より強い相手には命乞いをし、弱いと判断した相手には一転して強気になる小心者。
久利の敗北を受けて山根と共に降伏し、無陀野の下僕として実験台の鬼が入った檻を迅の元に運び込んだところで無陀野が離れた隙に山根と協力して迅を仕留めようとするが、巨人状態の澄玲を前にした恐怖からあっさりと戦意を喪失して迅に恭順する。
桃ノ木 一成（もものき かずなり）
華厳の滝跡地研究所第9部隊隊長。二成の双子の兄で、右側に流れる前髪と隊長の証であるコートが特徴。
頻繁に弟の二成に対して「弟よ」と呼びかける話し方が特徴で冷静な性格だが、自分たち兄弟のスピードを上回る存在を想定しておらず、奥の手を「アレ」と表現する二成の意図の理解に時間がかかるなど、間の抜けた一面を持つ。
9階にて二成と共に矢颪と交戦し、得意の連携攻撃でとどめを刺す直前にまで追いつめるが、四季の乱入を受ける。
同様にスピードと連携で四季を翻弄するが、より上回るスピードを持つ「怒鬼怒氣ヒステリー・改　雷速・改」に覚醒した矢颪と四季の連携で逆転を許すだけでなく、二成と仲間割れを起こして劣勢に陥る。
それでもなお、奥の手の発動でさらにスピードを高めるが、矢颪の砲撃で二成共々吹き飛ばされて敗北する。
決着後は兄弟ともに研究所を脱出するが、不仲となったために別々の部隊への異動を希望する。
能力
「ブーツ（名称不明）」
ジェットエンジンが搭載されたブーツを発現する。目にも止まらぬ高速移動と蹴り技が可能となり、同様の能力を持つ二成との連携によってさらに威力を発揮する。
また、身体への大きな負担と引き換えにエンジン部にパーツを追加することで性能を強化する奥の手を持つ。
桃ノ木 二成（もものき つぐなり）
華厳の滝跡地研究所第9部隊副隊長。一成の双子の弟で、左側に流れる前髪が特徴。
頻繁に兄の一成に対して「兄さん」と呼びかける話し方が特徴的な自信家だが、一成の態度に問題があったとはいえ、戦闘中にも関わらずすぐさま苛立ち「無能」などと責め立てて仲間割れのきっかけを作ってしまう短絡的な性格でもある。
9階にて一成と共に矢颪と交戦し、得意の連携攻撃でとどめを刺す直前にまで追いつめるが、四季の乱入を受ける。
同様にスピードと連携で四季を翻弄するが、より上回るスピードを持つ「怒鬼怒氣ヒステリー・改　雷速・改」に覚醒した矢颪と四季の連携で逆転を許すだけでなく、一成と仲間割れを起こして劣勢に陥る。
それでもなお、奥の手の発動でさらにスピードを高めるが、矢颪の砲撃で一成共々吹き飛ばされて敗北する。
決着後は兄弟ともに研究所を脱出するが、不仲となったために別々の部隊への異動を希望する。
能力
「ブーツ（名称不明）」
ジェットエンジンが搭載されたブーツを発現する。形状や能力は一成と同様。
桃次 歪（ももつぎ ひずみ）
華厳の滝跡地研究所第10部隊隊長。右口元に少年時代に負傷した皮膚が剥がれた傷跡を持つ男性。他人に興味を示さない楔が唯一スカウトした人材で、彼に常に付き従っている。18歳。
桃太郎機関養成学校卒業後に瞬く間に隊長に就任した経歴の持ち主であり、鬼神の子である颯を全く寄せ付けないのみならず、鬼國隊総員と互角以上に渡りあう高い実力を誇る。
誰にでも敬語を用いるが、敵に対しては慇懃無礼な態度で接する。己の感情と自我が欠如しており、そのことで楔から「空っぽ」と評されて気に入られている。与えられた命令に従うことでしか己の存在意義を見出すことができないが故に、たとえ死に瀕しようとも命令に一切の疑問を抱くことなく職務を遂行しようとする冷徹さに加え、桃太郎機関での教えから鬼を侮辱して無慈悲に殺害する残忍性を併せ持つ。
これは上官の命令を無視してでも命と引き換えに仲間を救助した父親の死をきっかけとして「命令のみを聞いて強くて死なない隊員に育てる」という強迫観念に憑りつかれた母親から虐待に等しい教育を受け続けた結果であり、幼少期は常に部下に囲まれて慕われる父親に憧れと誇りを抱く感情豊かな少年であった。
本編の10年前の時点で少年でありながら桃太郎機関の隊員として鬼と桃太郎の戦争に参加しており、その最中に瀕死の重傷を負った自身の命を救った雄治を一切の恩義を抱くことなく殺害したのみならず、彼の行動を颯の目の前で嘲笑したことで颯を「桃太郎根絶」の過激思想に陥れた張本人でもある。
医務室に向かっていた鳥飼と蛭沼を襲撃して2人に致命傷を負わせ、さらに駆け付けた颯さえも圧倒し、結果的に蛭沼を殺害する。
颯との交戦中に楔から命令を受けたために一時撤退し、最上階での決戦時でも同様に圧倒。瀕死の颯に変わり果てた姿となった雄治の遺体を突きつけて彼を暴走状態に陥らせる。
駆け付けた鬼國隊と復活した颯と激戦を繰り広げてなお優位に立つが、乙原に弱点を見破られてからは不破と颯の攻撃で右目と左手を失う負傷に加え、颯の姿を父親と重ねたことで呼び起こされた過去のトラウマで錯乱を引き起こして徐々に追い詰められていく。最期は死ぬ間際の蛭沼に仕込まれた遅効性の神経毒で動きを止められたところを颯に斬首されて死亡する。
能力
「歪螺（いびつら）」
目に見えないほど細かくした細菌を散布し、付着させた物体や空間を歪ませ捻じ曲げる。鋭い触手状に変形させた床や壁による刺突攻撃と歪ませた空間による防御、敵の足元や武器を歪ませることによる無力化など応用が多岐に渡る。
また、直接触れることでのみ生物の身体を歪ませてダメージを与えることが可能だが、自身は例外であり、能力発動中に細菌に触れるとダメージを負ってしまう弱点を持つ。
桃助 山根（ももすけ やまね）
華厳の滝跡地研究所第10部隊副隊長。濃い眉と二重あごが特徴の男性。
康弘同様に鍛錬不足ゆえなのか、自身より強い相手には命乞いをし、弱いと判断した相手には一転して強気になる小心者。
久利の敗北を受けて康弘と共に降伏し、無陀野の下僕として実験台の鬼が入った檻を迅の元に運び込んだところで無陀野が離れた隙に康弘と協力して迅を仕留めようとするが、巨人状態の澄玲を前にした恐怖からあっさりと戦意を喪失して迅に恭順する。

#### 東京・杉並区（桃太郎機関）
桃際 右京（ももぎわ うきょう）
15部隊（杉並）隊長。前髪の一部を3本の花のヘアピンで留めた男性で左眉が無い。月詠や桜介とは旧知の間柄で、出世前の彼らの過去を知る人物。父親が鬼であったことから差別に苦しめられた経験を持つ。
文乃の病の治療と引き換えに従児を内通者として羅刹学園および鬼機関に送り込んだ張本人であり、従児を通じて鬼機関の情報を入手していた。
飄々とした態度とは裏腹に目的のためならば如何なる犠牲も厭わない強欲な性格だが、杉並部隊隊員からは自爆も辞さないほどの異常なまでの忠誠心を集めている。
その一方で昔の右京を知る月詠から「もっと柔らかい印象だった」と違和感を抱かれている通り、本来は明るく笑うことが多い心優しい性格で、自身と同じ出自が原因で差別と虐めに苦しめられていた銀と国領を救い出して部下にした。
難病に侵された幼い娘の手毬の治療のために必要な資金を集めることに奔走しており、四季ら主要な鬼に懸けられた懸賞金を手にすることを狙っている。
前髪を留めているヘアピンは手毬の私物であり、左眉が無いのは手毬の悪戯を受けて髭剃りで剃られたからだが、「娘が起きたら笑ってほしい」という願いから自身で剃り続けている。
元々表に出ることが少ないながらも紫苑らと幾度に渡って交戦していたが、突如として杉並区を壊滅状態に追い込む攻勢に転じ、高円寺一帯を包囲。月詠と桜介を応援として呼び寄せ、従児には四季の抹殺と杉並区に住む鬼の住所等の情報の回収、銀と国領には従児の援護を命令する。
猫咲や印南を部下の自爆によって重傷を負わせたところで練馬部隊隊員を人質として月詠と桜介に無陀野らとの交戦および手柄の譲渡を強要。捕らわれた四季と対面し、従児から得た情報を基に鬼の殲滅を本格化させていく。
さらに京夜と馨の調査から洗脳によって文乃の死を偽装して従児を騙していたことも明らかとなり、従児の妹への思いを利用する所業には羅刹学園の生徒のみならず、冷静沈着な無陀野さえも激しい怒りを爆発させている。
拘束から脱出して従児の真実を知った四季の脱出を手助けする旋律を撃破し、逃走に追いついた街中で四季と交戦する。一進一退の激闘を繰り広げるも、乱入した月詠と桜介の時間稼ぎによって威力を高めた四季の一撃を受けて敗北。洗脳によって身体を強化していたがために、全身に重度の火傷を負いながらも生還し、終結後は鬼機関に回収され、従児の洗脳解除と引き換えに己の死亡保険を手毬の治療費に充てる交換条件を真澄に持ちかけられる。
能力
「傀儡ノ雫（くぐつのしずく）」
対象の脳に細菌を植え付けて洗脳する。幻覚を見せるほか、力を制御する脳の一部を錯覚させて超人的な身体能力と強い闘争本能を引き出すこともでき、そのために能力の一端を知る紫苑や月詠は「身体強化」だと誤認していた。隊長としての高い実力も合わされば一度に大量の人間を洗脳することが可能。カラスやカマキリなど脳を持つ生物ならば人間以外の生物も能力の対象となり、人間より小さい生物であれば短時間で洗脳および身体強化が完了する。一方で人間の洗脳には時間をかける必要があり、戦闘中での洗脳は困難となる。
なお、右京が死亡したとしても洗脳は残り続け、右京本人の意志によってのみ解除される。
技
「洗脳度70%」
洗脳による身体強化を高める。地下を高速で掘り進むなど常軌を逸した身体能力を発揮する。
「洗脳度100%」
洗脳による身体強化をより高めて筋骨隆々の巨漢へと変貌する。地面を叩きつけるだけで地揺れと地割れを引き起こすなど大幅に強化される分、負担が大きい。
「洗脳度120%」
洗脳度100%の状態からさらに筋肉が増大し、赤黒く変色した姿へと変貌する。四季の大量の血液と殺意のこもった一撃を正面から耐えきる耐久力を持つ。
桃鐘 銀（ももかね ぎん）
15部隊（杉並）副隊長。切り揃えられた長髪が特徴の男性。訓練生時代はショートヘアだった。
月詠と桜介の前で練馬部隊隊員を「僕」呼ばわりし、そのことで桜介に怒りを買われても冷笑に付すなど他者を見下す態度が目立つ。
その一方で紫苑から「未成年か少し過ぎたくらい」と推測されてたように、若さゆえに恩人である右京のことですぐに熱くなる一面を持つ。
鬼と桃太郎のハーフで、訓練生時代に「混ぜ物」として差別による虐めの対象となっており、同期生の国領とは同じ苦痛を分かち合っていた。その絶望の日々から自分たちを救ってくれた右京には絶大なる恩義と忠誠心を抱いている。
右京の命令で国領と共に四季の抹殺を狙い、拠点に向かう途中で遭遇した紫苑と交戦するが右京の招集命令を受けて一時撤退する。学校にて再度紫苑と交戦するが、実力差から圧倒され続けた末に道連れを狙った自爆を引き起こして死亡する。
能力
「神如鉄塊（しんじょてっかい）」
周辺の鉄くずを操り、巨大な動物や武器を形成する。ネジのような小さい鉄くずしか操ることができない。
技
「義亜怒羅威武「呉李羅」（ギアドライブ「ゴリラ」）」
鉄くずを集め、巨大なゴリラを形成する。
「義亜怒羅威武「龍神」（ギアドライブ「りゅうしん」）」
建物内の金属を隆起させ、巨大な龍を形成する。敵を追尾して襲い掛かる他、形成を解除して炸裂した鉄くずで攻撃することもできる。

#### 長野県・松本市（桃太郎機関）
桃山川 班真（ももやまかわ はんま）
松本支部隊長。ブサイクで短絡的かつ楽観的な思考の男。
地方で働かされる自身の待遇に不満を抱き、大きな成果を挙げて出世することを企んでいる。しかし、そのために不充分な検査のまま、普通の人間さえも鬼と決めつけて処刑する暴挙も平然と行っていることから、部下からも内心軽蔑されている。
能力
「発光（名称不明）」
細菌を発光させて敵の目を眩ませる。
桃霜 喪蔵（ももしも もぐら）
松本支部副隊長。冴えない外見の痩せた中年男性。
アグリを密かに横領し、地下牢にて繁殖などの実験を行っていた。
意見や忠告に対して、全く聞き耳を持たない班真を心の中で罵倒している。
能力
「粘着（名称不明）」
高い粘着力を持つ細菌をまとわりつかせて敵の動きを止める。
アグリ（突然変異体）(仮称)
喪蔵が横領したアグリが松本支部地下牢の中で、異常な成長を遂げた個体。通常のアグリをはるかに超える巨躯と悪臭を放つ。
硫酸の特性を持つ液体状の体を持ち、核である顔面以外への攻撃を無効化し、自身の形状を変えながらの攻撃ができる

### 鬼國隊
等々力 颯（とどろき はやて）
鬼國隊の大将にして、風属性を司る鬼神の子である「風鬼(ふうき)」。左耳と唇を繋ぐチェーンピアスが特徴の青年で、日本刀を持ち歩いている。
鳥飼の鳥に乗って移動する際は口をパンパンに膨らませて吐くのを我慢するほど乗り物酔いがひどく、大きな声で答える隙を与えることなく相手を質問攻めにする癖があるうえに、極度の方向音痴。
上記のように数多くの欠点を持つが、秀でた戦闘能力と自身の役割を自覚して仲間の存在を重んじる性格、強いカリスマ性の持ち主で、鬼國隊メンバーから厚い信頼を集めている。
その一方で鬼國隊の理念に従い、桃太郎の可能性が少しでもあるならば、妊婦もろとも胎児まで殺害することも厭わない非情さも併せ持つ。
桃太郎との戦いで両親を失った赤ん坊のころに鬼の医者である雄治に身元を引き取られて育てられた。
復讐に囚われずに医者の道に進むことを願う雄治の思いを理解しながらも両親の仇を討つために強くなることを夢見る生活を送っていたが、本編の10年前に雄治が彼の治療によって命を救われた歪に殺害された挙句、その行動を侮辱されたことがきっかけで「桃太郎に情を持ってはならない」という考えを抱くようになる。
華厳の滝跡地研究所編では海月、矢颪と共に4階より侵入。その最中に桃太郎根絶のためならば妊婦や胎児さえも標的とする鬼國隊の方針に反発した矢颪に脱退を表明されるも、彼の意思を尊重する姿勢を見せる。
楔による研究所の爆破宣言後は乙原の案内で歪に襲われた鳥飼と蛭沼の救援に駆け付けるが、育ての祖父の仇である歪との再会で冷静さを失ってしまったがために彼の攻撃から庇った蛭沼を失ってしまう。
最上階にて歪に決戦を挑むも敗北し、変わり果てた姿となった雄治の遺体を消滅された怒りから暴走。さらに重傷の身での暴走が原因で命を落とすが、幻影の蛭沼に導かれて復活を果たす。鬼國隊総員と共に激戦を繰り広げた末に歪を撃破し、力を使い切って気絶する。
研究所からの脱出後は迅の治療と百目鬼や海月の輸血を受け、瀕死でありながらも意識を取り戻し、迅の指示を受けて風鬼の力で飛行船に捕らわれた鬼たちを救出するが、哲司が落雷で飛行船から投げ出された矢先に限界に達して再び気絶してしまう。
決着後は幡部ら日光市医療部隊による治療を受け、戦いで得た経験から鬼國隊の目的を「桃太郎の根絶」から「桃太郎に捕らわれた鬼の救出」に変更することを宣言。無陀野に助けられた礼を述べ、要望があれば救援に駆けつける約束を交わして別れを告げる。
血蝕解放
「血刀風月（けっとうふうげつ）」
携帯している日本刀の刀身に血液を纏わせるか血液そのもので日本刀を発現する。
主に風鬼の力を操るために利用することが多い。
技
「風鬼モード」
血刀風月による斬撃で竜巻を発生させる。複数の竜巻を放つほか、地形を大きく変えて隊長率いる桃太郎の部隊1つを全滅させる威力を発揮することも可能。
鳥飼 羽李（とりかい うり）
左目元の鳥の爪痕のような二本線のマークが特徴の青年。
生真面目な性格であり、自由奔放な仲間たちの言動には頭を抱えている。
幼少期に家族を失い、入水しようとしたところを颯に救われており、それ以降は恩に報いるために行動を共にし続けている。
華厳の滝跡地研究所編では蛭沼と共に1階より侵入し、慎義と交戦。鳥の生成が間に合わない攻撃速度の光線を放つ彼の能力と専用部屋のギミックに追い詰められ満身創痍となるが、豚が慎義とぶつかる偶然によって勝利を収める。その後、データの入手に成功するも、解析の途中で意識を失ってしまう。
楔による研究所の爆破宣言の時点で既に意識を取り戻しており、蛭沼に救出される。治療を受けるために医務室に向かっていたが、遭遇した歪に致命傷を負わされたことで颯を叱咤して歪の元に向かわせた後に蛭沼の遺体の傍で息絶えようとするが、乙原の案内を受けた迅と妊婦の桃太郎を助けられた恩を返す旋律の手で一命を取り止める。
歪との決戦では颯が仮死状態に陥った際に満身創痍の身でありながらも他のメンバーと合流して駆け付け、復活した颯と共に歪と激戦を繰り広げる。
研究所からの脱出後は飛行船に取り残された鬼たちの救助のため、迅のメモと乙原の血の小瓶を哲司に送り届け、楔を殺害したことによる疲弊から気絶した四季を救出する。
血蝕解放
「化鳥造血（かちょうぞうけつ）」
巨大な鳥や無数の小鳥を召喚する。攻撃から防御、移動にまで用途が多岐に渡る。
技
「化鳥造血・プテラノドン(かちょうぞうけつ・プテラノドン)」
隊長である慎義の大技と拮抗する威力を持つエネルギー砲を口から放つ巨大なプテラノドンを召喚する。
不破 真一（ふわ しんいち）
関西弁でしゃべる青年。顔の左半分が変色しており、左右で瞳の色が異なる。
「体重3桁から恋は始まる」と豪語するほど、独特の女性の好みをしている。
一方で、「男は女を守るべき」という考え方をしており、初対面の水鶏をロクロに会わせるために彼女を守って体を張ることができる男気の持ち主。
華厳の滝跡地研究所編では囲と共に2階より侵入し、与一と交戦するが、酸を容易く通さない高い防御力に苦戦。さらに、乱入した水鶏からは邪険に扱われ、ロクロからは嫉妬の対象にされる不憫な仕打ちを受けてしまう。
歪との決戦では颯が仮死状態に陥った際に他のメンバーと合流して駆け付け、復活した颯と共に歪と激戦を繰り広げる最中に歪の右目を酸で失明させることに成功する。
研究所からの脱出後は颯に救出された鬼たちを囲と共に解放する。
血蝕解放
「酸（名称不明）」
自身の血液を強酸性の液体に変化させる。厳重に閉ざされた分厚い金属の扉を容易く溶かす威力を持ち、容器に入れておけば他人でも使用可能だが、時間経過で効果が弱まる。
囲 岬（かこい みさき）
基本的にローテンションで冷めた性格の青年。好みの女性のタイプは人妻の熟女で、それをけなされると強い怒りを見せる。
自身と同様に独特な性癖を持つ不破と行動を共にすることが多く、彼のことを「不破っち」と呼んでいる。
華厳の滝跡地研究所編では不破と共に2階より侵入し、岼と交戦。「ストーキングアロー」による奇襲を受けるが、彼女の自身に対する恋心を利用した戦法によって勝利する。
歪との決戦では颯が仮死状態に陥った際に他のメンバーと合流して駆け付け、復活した颯と共に歪と激戦を繰り広げる。
研究所からの脱出後は颯に救出された鬼たちを不破と共に解放する。
血蝕解放
「追奔逐僕（ついほんちくぼく）」
弓と追尾性能を備えた矢を発現する。矢は最大6本まで生成でき、1度出したら囲自身の意志で消さない限り、消滅することなく相手を追尾し続ける。
矢には微弱な神経毒が含まれており、命中した相手の動きを数分間鈍らせる効果がある。
また、ロープ状に変形させた矢を放ち、命中した対象を手繰り寄せて回収することも可能。
百目鬼 剛（とどめき ごう）
両目を横断する大きな傷を持った盲目の青年。顔を直接触ることで相手の性格を詳しく知ることができる特技を持ち、初対面の相手の顔を触りたがる好奇心旺盛な性格。
歯を打ち鳴らした際の反響定位と異常発達した鼓膜によって盲目を感じさせない動きを可能とし、工事現場の中心にいても影響なく半径50m以内に存在する髪の毛1本を識別できるほどの精度を誇るが、120dB以上の騒音の中では妨げられてしまう。
また、触れるだけで脆い箇所や不調箇所を知ることができるほど指先の感覚にも優れており、後述の能力と合わせて相手の弱点を貫くことを可能としている。
幼少期に遭った桃太郎の襲撃で両親と視力を失い、努力の末に盲目を克服した実力と技術に目を付けた颯にスカウトされた。
華厳の滝跡地研究所編では3階より侵入し、大音量の歌声を操る旋律に反響定位を封じられていたところを迅の乱入によって難を逃れ、自身は壱郎と交戦。「残血呈戯」の詳細を理解させる暇も与えずに勝利を収める。
歪との決戦では颯が仮死状態に陥った際に他のメンバーと合流して駆け付け、復活した颯と共に歪と激戦を繰り広げ、研究所からの脱出後は自身と血液型が同じである颯への輸血を行う。
血蝕解放
「残血呈戯（ざんけつていぎ）」
反響定位の範囲内に存在する自身の血液を目視がほぼ不可能なほどの超高速で移動させる。移動経路はばら撒かれた血液を自身の手元に戻すか、その逆の2通りが存在する。
超高速で移動する血液はライフル弾以上の威力を生みだし、人体であれば一瞬にして腕を吹き飛ばすことができる。
乙原 響太郎（おとはら きょうたろう）
「人生そこそこ」をモットーとする軽い性格のおかっぱ頭の青年。能力を通して後方から仲間に指示を下す援護要員で戦闘能力を持たないが、逃げ足に優れる。
羅刹学園や鬼國隊とも決別して孤立してしまった矢颪に再び話し合うチャンスを与えるため、わざと接続を繋いで羅刹学園のメンバーが来たことを伝えるなど、相手を気遣う優しさを持つ。
両親を失いながらも上記のモットーで一般社会に馴染んで安定した生活を送るつもりであったが、颯ら鬼國隊と出会って以降は人生に楽しさを感じていた。
華厳の滝跡地研究所編では研究所より離れた位置にて能力を用いてメンバーの活動をサポートする。途中で桃太郎に発見されて追いかけられるが、従児に助けられたことで協力関係を結び、彼に残り2人分の自身の血を誰に飲ませるかの判断と研究データの回収を託す。
楔による研究所の爆破宣言後は四季や迅との接続から得られた情報と爆発の規模から、時間稼ぎのために時間差で各所を爆破させていると推測。爆弾の設置場所の予測をしつつ、人質の鬼と爆弾の捜索の指示をメンバーに出し、自身も爆弾の解除のために研究所に向かう。
鳥飼を救助した迅と歪の元に向かう颯の案内をする中で、爆発寸前の2つの爆弾と実験台の鬼を発見。2つの爆弾の同時解除は不可能と判断し、自身と鬼たちの命を犠牲にする覚悟で爆弾の解除方法を颯らに託そうとするが、蛭沼の蛭が身を挺して作り出した壁で爆発から逃れ生還を果たす。
歪との決戦では颯が仮死状態に陥った際に他のメンバーと合流して駆け付け、颯の蘇生と「歪螺」の分析によって後方からサポートするが、颯を庇って歪を抑え込んだ際に左腕をもぎ取られる重傷を負ってしまう。
研究所からの脱出後は迅と協力して颯と帆稀の治療および飛行船に取り残された鬼たちの救助の指揮を執り、鳥飼の鳥を介して哲司に自身の血の小瓶を届け、哲司に指示を下す。
血蝕解放
「共有（名称不明）」
乙原の血を飲んだ者は乙原本人および血を飲んだ者同士で離れてても脳内で会話することができる。さらに乙原は血を飲んだ者の精神状態や位置を把握できる。
血を飲んだ者は自らの意志で他者との会話を切断することができるが、乙原との接続を切ることはできない。最大接続可能人数は10人。
蛭沼 灯（ひるぬま あかり）
青白い肌と三白眼、髪の代わりに爛れたような傷跡が全体を覆う頭部が特徴の青年で、失った両腕の代わりに蛭で造った義手を装着している。26歳。
不気味な風貌に反して、誰にでも敬語で接する穏やかな性格と最年長者としての立場から鬼國隊を包み込む愛情深さの持ち主で、「鬼國隊の母」とも称されるその人柄からメンバーに強く慕われており、大将である颯からも「蛭沼さん」と呼ばれている。
蛭を操る一族の出身で、中でも毒性の蛭を操る才能を持っていたことから生まれつき頭部に上記の傷を持ち、それが原因で一族から孤立していたところを自身の姿を気味悪がることなく仲間に迎え入れた颯に強い恩義を感じて慕っている。
華厳の滝跡地研究所編では鳥飼と共に1階より侵入し、久望と交戦。久望の油断と義手であることを利用した不意打ちによって勝利し、乙原の要請を受けて慎義との交戦で重傷を負った鳥飼の救助に向かう。
楔による研究所の爆破宣言の時点で既に鳥飼を救出しており、彼の治療のために医務室へ向かっていたが、道中で遭遇した歪に左脇腹を捻じ曲げられ、さらに仇である歪を前にして冷静さを失った颯を庇い顔の右半分を抉られる致命傷を負ってしまう。
最期は颯らに鬼國隊としての日々を過ごせたことへの感謝と先に戦死した仲間の元に向かうことを告げ、颯と鳥飼に看取られながら安らかに息を引き取って死亡する。
後の歪との決戦では仮死状態に陥った颯の前に幻影として現れて颯の復活を後押しし、死の間際に歪に仕込んだ遅効性の神経毒によって勝利に貢献する。
遺体は研究所から脱出する鬼國隊の手で回収され、乙原の提案で故郷に埋葬されることとなる。
血蝕解放
「蛭の操作（名称不明）」
体内に住まわせている大量の蛭に自分の血を与えて使役する。蛭の性質は毒性を持つものや分身を生成するものなど様々で、血を吸わせなければ能力を発動できない。使役する蛭は現実の蛭と異なり、芋虫のような体につぶらな瞳とギザギザした口を持つ可愛らしい姿が特徴。
蛭沼の死後は「私の血をお腹一杯飲んで自由に生きなさい」という彼の遺言に従って大量の蛭が離散するが、その後、乙原と実験台の鬼を爆弾の爆発から庇い大量死する。
技
「蛭津波（てつなみ）」
大量の蛭が大波となって敵を襲う。
海月 巳代（うみつき みよ）
鬼國隊の紅一点。顔の右半分に痣を持つ。男からは見られることさえ嫌がり、口汚く罵るほどの男嫌いだが、蛭沼の死には涙を流し、爆発寸前の爆弾を前にした乙原に逃げるよう必死に呼びかけるなど自身以外男性である鬼國隊メンバーへの仲間意識は強い。
その一方でかなりの女性好きで、帆稀と出会った際には冷静な態度を装いつつも内心では彼女の一挙一動に大はしゃぎしていた。
かつては桃太郎に捕らわれて慰み者とされていたところを颯に救出された過去を持ち、百目鬼によると入隊当初は鬼國隊合流時の矢颪と同様に荒れていた模様。
華厳の滝跡地研究所編では颯、矢颪と共に4階より侵入し、颯と分断されて誘導される形で輝と交戦。途中で乱入した帆稀と共闘し、「黄金郷」の能力に圧倒されながらも帆稀が作った隙を突いた連携によって勝利する。
颯が仮死状態に陥った際には他のメンバーと合流して駆け付け、復活した颯と共に歪と激戦を繰り広げ、研究所からの脱出後は自身と血液型が同じである颯への輸血を行い、特に帆稀の治療に強い意欲を見せる。
血蝕解放
「泡水母（あわくらげ）」
空中を漂うクラゲを召喚する。クラゲは色によって異なる特性を持つ。
技
「泡水母・白（あわくらげ・しろ）」
一度くっつくと中々剥がれない強い粘着性を持つ。敵の呼吸器を塞いでの窒息死に加え、拘束や防壁の展開が可能。
「泡水母・赤（あわくらげ・あか）」
指を鳴らす合図に合わせて強力な爆発を引き起こす。

### 鬼神の子とその関係者

#### 長野県・松本市
雷殿 影由（らいでん かげよし）
雷属性を司る鬼神の子である「雷鬼(らいき)」。ほとんど上半身裸・裸足の状態で過ごしている。
純真無垢で、あらゆることに好奇心を抱く幼い子どものような性格。。昴の祖母に保護される数年前まで祖母や数人の仲間と山奥を転々とし、桃太郎の襲撃でその仲間たちを失ってから一人で暮らしてきた過去を持つ。
血蝕解放
技
「雷轟蛮雷（らいごうばんか）」
落雷を放って攻撃する。仲間の付近にも落としており、コントロールが難しい模様。
「疾風迅雷（しっぷうじんらい）」
雷を放ち、それを伝うことで高速移動する。。
万 昴（よろず すばる）
人形屋を営む青年。影由とは幼いころより家族として共に過ごしている。
祖母から他者の記憶を覗く能力を受け継いでいる
血蝕解放
「遊心観測（ゆうしんかんそく）」
鬼の血を舐めることで、その相手の記憶・精神状態を遡って読み取る。長い年月を見ようとするほどその記憶は断片的なものとなる。

### その他

#### 羅刹学園関係者
一ノ瀬 剛志 / 桃瓦 剛志（いちのせ つよし / ももがわら つよし）
声 - 小山剛志
四季の養父。四季をゴミ捨て場で見つけた。「いちのせ酒店」という名の小さな酒店を経営しており、問題児の四季と距離が開いてしまっているが、血がつながっておらずとも親として四季に強い愛情を持つ。
その正体は元桃太郎機関所属にしてかつての五月雨の上司。五月雨の襲撃時には四季が鬼の血を引き継いでいることと桃太郎の御伽噺が現実であったことを四季に告げ、五月雨との交戦の末に敗北するも、四季を守り抜いて鬼と桃太郎の共存に思いを馳せながら死亡する。
細菌で巨大な鉈のような武器を発現する能力を持つ。
桃井戸 あすみ（ももいど あすみ）
桃井戸颯の妻で葉月と迅の母。故人。鬼であったことから葉月と共に桃井戸颯に惨殺される。
桃井戸 葉月（ももいど はづき）
迅の姉。故人。何かにつけて迅を言いくるめることが得意な弟思いの少女。鬼であったことからあすみと共に桃井戸颯に惨殺される。
屏風ヶ浦 澄玲（びょうぶがうら すみれ）
帆稀の姉。故人。しっかり者で気が強い性格の鬼の少女。
アルバイトで家計を支えつつ父親の虐待から帆稀を守り続け、いつか家を出て帆稀とともに2人で暮らす日を夢見ていた。
ある日、風邪で弱っていた帆稀に売春を強要させようと暴行を加える父親の振舞いに我慢が限界に達し、背後から包丁で刺すが、返り討ちに合い滅多刺しにされて死亡する。
死後もその意識は帆稀の中に残っており、血の巨人となって帆稀を危険から守っている。
梶木 天麻（かじき てんま）
チーム野拳のリーダーにして矢颪の命の恩人であるバイカーの鬼の青年。故人。矢颪が左眉につけているピアスはかつて彼が左耳に付けていたもの。
「仲間しか乗せない主義」を信条としているが、その信条を元に当時見ず知らずの子供であった矢颪を仲間として温かく迎え入れ、両親を失い孤独となっていた矢颪の境遇に涙を流す優しさを持つ好青年。
仲間を持つことの大切さや異性との付き合いについて教えたほか、さらに愛用のバイクをいつか譲ることを約束するなど矢颪を非常に可愛がっていた。
ある日、桃太郎の襲撃から矢颪を逃がすが、交戦の末に死亡し、他の仲間と共に焼死体となって矢颪に発見される。
桃ノ木兄弟との戦闘で仲間を失う恐怖を自覚したことで四季と共に戦うための力を望む矢颪の前にチーム野拳のメンバーを連れて幻影として現れ、かつて結んだ約束としてバイクのキーを渡して「怒鬼怒氣ヒステリー・改　雷速・改」への覚醒を促す。
血蝕解放
「雷速（らいそく）」
バイクに血液を纏わせることで驚異的な速さと攻撃機能を搭載させる。バイクが無ければ発動できない。
光太郎（こうたろう）
チーム野拳の副リーダー。ニット帽と顎ひげが特徴の青年で喫煙者。故人。
桃太郎との交戦の末に死亡する。
洋（ひろし）
チーム野拳のメンバー。糸目とジャージ姿が特徴の青年。故人。
天麻のバイクや荷物の運搬を担当する。
桃太郎の襲撃を受けた際に「管任袋」に包んだ矢颪を天麻に託した後、交戦の末に死亡する。
血蝕解放
「管任袋（かんにんぶくろ）」
血液で畳5畳分のスペースを持つ袋を発現する。物体を包んだ袋は手に収まるサイズまで小さくすることができ、袋から出た物体は元の大きさに戻る。
翔太（しょうた）
チーム野拳のメンバー。眼鏡が特徴の青年。故人。
香とは恋人同士で、矢颪の目の前でキスを見せ付けようとするほど仲睦まじい。
桃太郎との交戦の末に死亡する。
血蝕解放
「覗き穴（のぞきあな）」
5km先まで完璧に見える。それ以上の距離だと視界が悪くなる。
香（かおり）
チーム野拳のメンバー。ポニーテールの女性。故人。
翔太とは恋人同士で、矢颪の目の前でキスを見せ付けようとするほど仲睦まじい。
桃太郎との交戦の末に死亡する。
郁恵（いくえ）
チーム野拳のメンバー。故人。
桃太郎との交戦の末に死亡する。
奔馬（ほんば）
チーム野拳のメンバー。故人。
桃太郎との交戦の末に死亡する。
遊摺部 文乃（ゆするべ ふみの）
従児の妹。病弱な体質。人間と鬼のハーフで鬼の従児に対して人間として生まれた。
我儘ではあるものの、自身の病を治療するために奔走し続ける従児を強く慕う兄想いな性格であり、将来は兄と制服デートをすることを夢見ている。
その正体は右京の洗脳によって従児が見せられていた幻。本物の文乃は既に死亡しており、従児をスパイに仕立て上げるために右京に存在を利用されていた。
瑠々（るる）
ロクロの初恋の鬼の女性。故人。ロクロより1歳年上で黒色の長髪とマフラーが特徴の美女。病を患っており、ロクロ達が暮らしていた町で唯一の鬼の医者が桃太郎機関の襲撃によって殺害されてしまったことで治療を受けれなくなってしまい、最期はロクロに「ずっとカッコいい貴方でいてね」と遺言を残して息を引き取る。
生前はロクロから告白を受けていたが、ロクロには余命僅かな自分を選ぶよりも未来を生きることを望んでいた。
相楽（さがら）
無陀野らと同時期に羅刹学園に入学した生徒で右手に4つの指輪をはめている。
謙虚な性格で同期生に対しても砕けた敬語を用いており、抜き打ちテストでチームを組んだ生徒から「超珍しい」と評される能力を持つ。

#### 京都編
芽衣（めい）
京都で花魅坂に保護されていた鬼の少女。学校に通っておらず、清水寺もどこのことだか分かっていない。
両親を桃太郎との戦いで失い、すべてに絶望してふさぎ込んでいたが自らの未来を全力で応援してくれる四季の姿に奮い立ち、両親の仇である唾切と戦う四季へ声援を送った。
京都での戦い後、羅刹学園へ帰る四季たちを見違えるような笑顔で見送った。

#### 練馬編
関東ナッツ連合
深夜に従う人間の半グレ集団。かつては弱小のチームだったが、深夜の手によってリーダーが芸能事務所の社長の地位を手にするほどの勢力へと成長しており、深夜に恩義と恐怖を抱き従っている。
細菌を混ぜられた酒を飲まされたことで深夜の目となりつつ、迅の拉致や四季たちの行動を先回りしての火災の発生など、深夜の手足として行動。
最後は用済みとしてメンバーは深夜の命令を受けたリーダーの手による放火に巻き込まれて死亡し、リーダーも車での逃亡中に深夜の能力で視界を塞がれたことによるパニックで交通事故を引き起こして死亡する。

#### 華厳の滝跡地研究所編
榎本 哲司（えのもと てつじ）
栃木県の小さな集落に住む鬼の男性。頭に巻いた白い手拭いとオーバーオール姿が特徴。2年前に妻と死別し、6歳の娘の怜美と共に暮らしていた。
桃太郎に怜美を攫われ、重傷を負いながらも娘を取り戻すため研究所へ向かっていたところで四季たちと出会い行動を共にする。
桃太郎から奪った銃を武器とし、乱戦の末に仲間とはぐれた四季と行動を共にしていたが、纏との遭遇の際に怜美を救出する思いが逸るあまりに四季と別れて単独行動を起こしてしまう。
桃太郎の目をかいくぐって屋上に辿り着き、飛行船に乗せられる怜美を目撃し、飛び立った直後の飛行船に辛うじて乗り込むことに成功する。そこで鳥飼の鳥を介して迅のメモと乙原の血の小瓶を受け取ったことで乙原の指示に従って怜美たちが捕らわれた檻を落として救助に貢献する。
全ての鬼を救助して残りは自身のみになったところで落雷が飛行船に直撃して空中に投げ出されるが、駆け付けた矢颪に救出される。
決着後は怜美を助け出してくれたことと思い出である華厳の滝を取り戻してくれたことの礼を無陀野らに述べ、華厳の滝を出発する羅刹学園や鬼國隊の面々を見送る。
榎本 怜美（えのもと　れみ）
栃木県の小さな集落に住む鬼の少女で哲司の娘。2年前に母と死別し、父と共に暮らしていた。
桃太郎に実験台として攫われたうえに、屋上に連れ出されて飛行船に積み込まれるが、後を追って駆け付けた哲司に救出される。
救出される以前に楔の手で心臓が「悪魔魔異」の対象となっており、四季に自身を殺害するよう挑発する楔によって人質とされてしまうが、楔の死に伴う「悪魔魔異」の解除によって解放され、哲司と共に華厳の滝を出発する羅刹学園や鬼國隊の面々を見送る。
等々力 雄治（とどろき　たけじ）
颯の育ての祖父である鬼の医者。故人。スカジャンに咥え煙草が特徴の老人で、口調こそぶっきらぼうだが、誰であろうと助けようとする面倒見の良い性格。
両親を失った赤ん坊の颯を引き取って育てており、彼から「おじじ」と呼ばれ慕われていた。
両親の復讐を望む颯に一定の理解を示しつつも、それに囚われることなく医者としての人生を進むことを望んでいた。
ある日、戦争に巻き込まれた一般の鬼の救護に尽力していた中で瀕死の重傷を負った当時少年の歪を救い、夕食を作っていた最中に礼も無しに部屋を抜け出されても彼の復帰を喜ぶが、後に歪に首をねじ切られて殺害されてしまう。
首を除いた遺体は小さく丸められた姿となって歪が所持し続けており、瀕死の颯の目の前に転がされて「歪螺」で消滅される。
みゆき
華厳の滝跡地研究所に捕らわれていた鬼の少女。7歳。
目の前で数多くの鬼を殺された恐怖から、桃太郎に媚びるために感情を押し殺して常に笑顔を保ち続けている。楔に「鬼は面白い生き物」という名目でモニター越しに四季の目の前に連れ出された。
楔に蹴り飛ばされ、母親の脳を目の前に突きつけられてもなお、涙を流しながら笑顔を浮かべ続けるが、床に撒かれた液体を毒と知らずに「掃除」として舐めとっていた最中に死亡する。
彼女の死は四季に楔への激しい怒りと打倒の決意を抱かせるきっかけとなる。
妊婦の桃太郎(仮称)
華厳の滝跡地研究所に勤務する妊婦の桃太郎。鬼國隊が襲撃した時点で産休を明日に控えており、颯に抹殺されかけたところを矢颪の静止で一命を取り止める。
楔による研究所の爆破宣言後は瓦礫と衝突して気絶してしまうが、偶然にも迅と旋律に救われ、治療後は旋律と共に研究所からの脱出を目指す。
なお、治療の最中で僅かばかりに意識を取り戻しており、鬼に命を救われた事実を恥じるも、「命の恩人に鬼も桃もねぇだろ」とその態度を旋律に窘められる。
決着後は病院に送り届けられるが、旋律の鬼を擁護する発言を報告したことで、旋律を副隊長解任に追い込んでしまう。

#### 高円寺編
桃際 手毬（ももぎわ　てまり）
右京の一人娘。数年前から余命わずかとなる重病を患い、高円寺から離れた病院で入院している。
病自体は完治に繋がる新薬が開発されるなど海外では研究が進んでいるが、日本には無い新薬であるがゆえに莫大な費用が必要となるため、右京が手段を問わずに資金を集める動機となっている。

## 用語

### 鬼関連
鬼
桃太郎と何千年にも渡って戦い続けている存在。
自らの血液を用いて様々な能力を使用することができる。その特性上、人間よりもはるかに多い血液量を有するほか、高い身体能力と回復力を持ち、手足の骨折程度なら少しの時間が経てば完治が可能。
鬼の血に目覚めた者はその証としてモヤのような角を頭から生やすことができるようになり、血液型が変化する。
鬼同士で子どもを成した場合は必ず鬼が生まれる。人間および桃太郎との間に子どもを作ることもできるが、それぞれ鬼が生まれる可能性は五割ずつ。
生まれてから死ぬまでの間、自分が鬼であることを知らぬまま死ぬ鬼も存在するが、すべての鬼は死後の数十秒間だけは角が出現する。
基本的に芽衣の家族や榎本家のように人目を避けてひっそりと暮らしているが、街に住む鬼も存在し、その場合は鬼機関に身元を登録され、鬼がオーナーを務めるセーフルーム付きの物件に暮らすこととなる。
暴走
怒りや憎しみなどによる感情の昂りや命の危機などによって変異する鬼の形態。鬼の角と鋭い牙を生やし、全身に血液を纏ったような姿をしている。
通常時と比較にならないほどの絶大な戦闘力を発揮するが、自我と理性を失って周囲を破壊しつくす怪物と化してしまうことと大量の血液を消費してしまうことから、鬼と桃太郎両方から忌むべきものとして扱われている。
鬼神
かつて桃太郎機関を壊滅寸前まで追い込んだ史上最強にして悪名轟かす鬼の武将。
自身の力を宿した子種を多くの女性に身籠らせたとされており、すべての鬼はルーツを遡ると鬼神にたどり着く。
鬼神の子
鬼の中でも特に鬼神の力を色濃く受け継いで生まれた「炎」「風」「水」「雷」「氷」「土」「光」「闇」の8つの属性を1人1つずつ司る8人の鬼。
鬼が桃太郎によって絶滅寸前にまで追いつめられると誕生すると言われているが、詳細は不明で、鬼と桃太郎の戦争が終結しない一因となっている。
フルパワーであれば暴走時と同等かそれ以上に匹敵する戦闘力に加え、通常の鬼と比べ高い回復力を持つが、京夜によると異常な力ゆえに使用するほど寿命を削るらしく、歴史上全ての鬼神の子は若くして命を落としている。
現時点で確認されている鬼神の子は、炎属性を司る「炎鬼」の一ノ瀬四季、風属性を司る「風鬼」の等々力颯、雷属性を司る「雷鬼」の雷殿影由、氷属性を司る「氷鬼」の氷鷹零の4名。
血蝕解放
鬼が脳内で強くイメージした情報をもとに、鬼の血液によって形成された武器や能力の総称。
鬼の持つ趣味嗜好・経験・トラウマ等によって千差万別の能力を発現させる。
鬼機関
桃太郎機関に対抗するための機関。通称"鬼関"。
大きく分けて、戦闘部隊・偵察部隊・医療部隊によって構成されており、桃太郎機関との戦闘に加え、鬼が住む地域の巡回や避難方法の指導などを業務としている。
多くの場合、隊員は黒を基調としたスーツかジャケットを着用している。
武力を桃太郎に見せ付けることで平和的解決を目指すことを目的としている。
長引く戦争によって主要な鬼は桃太郎機関に懸賞金が懸けられている。
羅刹学園
対桃太郎機関専用の軍隊学校。鬼の血の操り方・戦闘術、一般教養、鬼と桃太郎の歴史を学ぶ場所。
卒業後は本人の希望によって鬼機関の部隊に配属される。
鬼門島
本土から離れた島。通称"鬼ヶ島"。島の中心に羅刹学園が存在する。
鬼ごっこ
無陀野が四季たちに課した最初の課題。学校から12km離れた神羅の森で行なわれる。1組目は四季・迅・帆稀、2組目は矢颪・従児、3組目はロクロ・水鶏の3組で行なわれる。
鬼國隊
鬼機関に属さない野良の鬼集団。メンバーは黒を基調とした軍服と軍帽を着用しているのが特徴。
平和的解決を目的とする鬼機関に対し、桃太郎の根絶を目的に活動する過激派であり、桃太郎であるならば非戦闘員であっても躊躇なく殺害する。
矢颪が加入する以前にも数多くのメンバーがいたが、いずれも戦死もしくは脱退している。
華厳の滝跡地研究所での戦い後は、桃太郎の殲滅を続けていくことへの迷いと風鬼の力で実験台の鬼たちを救助した経験を得た颯の意思によって「桃太郎に捕らわれた鬼たちの救助」へと目的が変更される。
チーム野拳
かつて幼少期の矢颪が所属していた鬼の集団。矢颪を含めて身寄りを失った9名の鬼の若者で構成されており、正三角形に獣の牙と拳を重ねたトレードマークを持つ。
定住地を持たず転々と旅しながら、旅先で鬼の救済や桃太郎と闘うことを目的としている。
隊長と副隊長を3名ずつ含む桃太郎の襲撃を受け、矢颪を除く全てのメンバーが死亡したことで壊滅する。

### 桃太郎関連
桃太郎
鬼と何千年にも渡って戦い続けている存在。
黒い細菌を用いて特異な能力を使用することができ、能力の組み合わせ次第で強力な効果を発揮することも可能。
桃太郎機関
桃太郎が集まって誕生した機関。鬼を排除することを目的としている。通称"桃関"。
大皇帝を筆頭に皇帝、総士隊長、隊長、副隊長、隊員という序列で構成されている。
隊員は白を基調としたスーツを着用し、隊長と総士隊長はそれに加えて白のファーコートを羽織る。
その存在を秘匿されており、鬼に関する研究から得られる利益や護衛と引き換えに政府から絶大な権力を与えられ、公には警察官として扱われている。
五月雨は「害虫」、唾切は「蛆虫」と呼ぶように、全体的に鬼に対する差別意識と敵対意識が非常に強く、鬼であるという理由だけで子供や戦意を持たない者が相手でも命を奪うことに抵抗を抱かない者が殆どなうえに、唾切や楔など残忍な手段で鬼を殺害することを好む者も存在する。
その差別意識は片親が鬼である桃太郎にまで及び、「混ぜ物」の蔑称と共に虐めの対象とされてしまう。
鬼との戦闘頻度に伴う戦闘経験の差から、同じ隊長でも勤務地によって強さが異なり、地方もしくは研究所に所属する隊長と比べ、都市部に所属する隊長は実力が高い傾向にある。
華厳の滝跡地研究所
華厳の滝跡地にて桃太郎機関が建設した研究所。所長は桃裏楔。表向きは有毒ガス発生事故の調査として華厳の滝を塞ぐように建てられており、周辺の地域から捕獲した鬼たちを実験材料として研究が進められている。
10階建てで各フロアごとに隊長副隊長に率いられた部隊が警備しており、桃太郎の総数は400から500人ほど。隊長たちは楔から専用の部屋が与えられている。
研究所での勤務は鬼との戦闘頻度の少なさから腕が鈍ってしまうがために研究者以外の隊員は勤務を敬遠する性質上、所属する隊長・副隊長の殆どはやる気や性格などの問題から楔に引き取られる形で厄介払いされた者たちで構成されており、国領はこの実態を指して「厄介者の寄せ集め」と評している。
捕らわれた鬼たちを救出するために侵入した羅刹学園と鬼國隊が研究所内の桃太郎と繰り広げた激闘と楔の独断による爆破、墜落した脱出ポッドとの衝突によって消滅し、その際の崩落で華厳の滝が復活する。
誘雷放射システム
華厳の滝跡地研究所にて楔が開発したシステム。巨大なコイルの形状をした装置で華厳の滝跡地研究所の屋上に設置されている。
鬼の血液に電流を流すと数倍の威力となって流れる性質を利用し、その電流を僅かな雲へ放出することで巨大な雷を発生させる。
元々は唾切の研究であったが、唾切の死後に楔が研究を引き継ぎ、研究所での戦いの最中で完成させた。
電流の増幅には鬼の脳から発せられる電気信号が不可欠であるため、血液と電気信号を1つにまとめたシステムの中枢は電極を取り付けられた鬼の脳が水槽内で大量に浮かんでいるおぞましいものとなっている。

## 作風
フリーライターの青木圭介によると、クール教信者の『ピーチボーイリバーサイド』や成瀬乙彦の『桃太郎殺し太郎』などの桃太郎漫画と異なり、「『桃太郎』自体が伝承されている」現代の日本が舞台となっており、そこで「あの話は本当だった」という体で話が展開されている。本作は「バトル漫画らしくそれぞれに異能があり、主人公が鬼側として葛藤するのも今の時代にぴったりとマッチ」するよう描かれている。TSUTAYAのコンシェルジュの栗俣力也によると、本作は「漫画のコマが狭いと感じるほどの迫力を感じる圧倒的な表現力」があり、アクションシーンが印象に残る作品となっている。

## 制作背景

### 構想
「最近難しい漫画が多い」と感じていた漆原は、「漫画の専門用語が入れても止まらずにさらっと読めてしまう漫画」に憧れていた。しかし漆原の「専門用語の説明を入れたくなってしまう」という性格から、「自分には難しい漫画を描く才能がない」と気づき、「漫画初心者の方にも分かる漫画を作ろう」と考えたことがきっかけとなり、本作の制作を決意。誰もが知るような物語の流れや設定もシンプルな「桃太郎の世界を舞台にした漫画」に決められた。
はじめは桃太郎を主人公にしてネームが制作された。しかし、漆原の大好きな『最遊記』と同じようなことをしているだけだと考え、少しひねりを入れることにした。「鬼の方がピンチになりやすいので、描きやすいところもある」と漆原が考えたことから、鬼が主人公の作品になった。

### 主人公について
ヤンキー漫画が好きな漆原は、「ヤンキー漫画を描きたかった」ことにより、主人公の四季に「ヤンキー気質を入れたい」と考えた。しかし周囲の空気を読む漆原の性格とは正反対である四季は、「いちばん動かしにくいキャラクター」であるという。ズバッと正論を言う四季に対し、漆原は「ちょっとした憧れもある」というが、四季のセリフが正しいかどうか悩みながら制作されている。過去に漆原が冨樫義博の本を読んだ際、『HUNTER×HUNTER』の「ゴンが動かしにくい」と書いてあったことから、「動かしにくくても主人公で良いんだなと腑に落ちた」と話している。
漆原と性格が似ているキャラクターは「不安症でネガティブ」な手術岾ロクロで、「いちばんノリノリで描ける」という。しかしロクロが主人公というのは難しいと、漆原は考えている。

### キャラクターについて
無陀野無人は漆原によると、2025年1月時点で「一番人気のあるキャラクター」である。漆原は「最初の段階からそうしたい」と考え、すると「ビジュアル面は崩せない」と思い、「邪魔にならない程度に顔に少しタトゥーを入れて、傘を持たせてみた」という。しかしそれのみではインパクトに欠け、効率的な性格の男性らしいようローラースケートを履かせてみたところ、想像以上に読者から反響を得ている。

## 反響・評価
単行本の第1巻、第2巻が発売されたころ、TikTokで本作が紹介されたことがきっかけとなり、SNSで広まっていった。TikTokクリエイターのぬん、もつもつ、はななども本作を紹介。中でもぬんは売上の向上など「業界に貢献できたと最初に感じた」作品として、本作を挙げている。漆原が見たのは「女性が好きなイケメンを紹介」する内容だったため、「今の絵柄でイケメンを描いてたおかげ」だと考えている。担当編集者によるとファンレターを送る読者はほとんど女性であり、従来の『チャンピオン』読者以外の層に「間口が広がっている」という。
2021年6月には「次にくるマンガ大賞2021」にノミネートされた。TSUTAYAのコンシェルジュの栗俣力也によると、2021年の上半期に漫画読みや書店員などの間で話題となった。
執筆業の飯田一史によると、単行本第4巻が発売された2021年夏ごろに、秋田書店と書店と複数のTikTokクリエイターによるキャンペーンが開催され、それにより各巻が数万部単位で売れたという。同年9月に放送された『アメトーーク!』の「マンガ大好き芸人」第二弾特集では、かまいたちの山内健司のおすすめの1作として選ばれた。
2021年12月に発表されたアニメ!アニメ!によるランキング「アニメ化してほしいマンガは？（2021年下半期）」では、16位を獲得している。

## 書誌情報
- 漆原侑来『桃源暗鬼』秋田書店〈少年チャンピオン・コミックス〉、既刊25巻（2025年7月8日現在）
  1. 2020年10月8日発売[4][250]、ISBN 978-4-253-28001-3
  2. 2021年1月8日発売[251]、ISBN 978-4-253-28002-0
  3. 2021年3月8日発売[252]、ISBN 978-4-253-28003-7
  4. 2021年6月8日発売[253]、ISBN 978-4-253-28004-4
  5. 2021年8月6日発売[254]、ISBN 978-4-253-28005-1
  6. 2021年10月8日発売[255]、ISBN 978-4-253-28006-8
  7. 2021年12月8日発売[256]、ISBN 978-4-253-28007-5
  8. 2022年3月8日発売[257]、ISBN 978-4-253-28008-2
  9. 2022年5月6日発売[258]、ISBN 978-4-253-28009-9
  10. 2022年7月7日発売[259]、ISBN 978-4-253-28010-5
  11. 2022年9月8日発売[260]、ISBN 978-4-253-28011-2
  12. 2022年11月8日発売[261]、ISBN 978-4-253-28012-9
  13. 2023年1月6日発売[262]、ISBN 978-4-253-28013-6
  14. 2023年4月7日発売[263]、ISBN 978-4-253-28014-3
  15. 2023年6月8日発売[264]、ISBN 978-4-253-28015-0
  16. 2023年8月8日発売[265]、ISBN 978-4-253-28016-7
  17. 2023年11月8日発売[266]、ISBN 978-4-253-28017-4
  18. 2024年1月5日発売[267]、ISBN 978-4-253-28018-1
  19. 2024年3月7日発売[268]、ISBN 978-4-253-28019-8
  20. 2024年5月8日発売[269][270]、ISBN 978-4-253-28531-5 / ISBN 978-4-253-28020-4（特装版）
  21. 2024年9月6日発売[271][272]、ISBN 978-4-253-28532-2 / ISBN 978-4-253-28533-9（特装版）
  22. 2025年1月8日発売[273][274]、ISBN 978-4-253-28534-6 / ISBN 978-4-253-28535-3（特装版）
  23. 2025年4月8日発売[275][276]、ISBN 978-4-253-28537-7 / ISBN 978-4-253-28536-0（特装版）
  24. 2025年6月6日発売[277][278]、ISBN 978-4-253-28539-1 / ISBN 978-4-253-28538-4（特装版）
  25. 2025年7月8日発売[279][280]、ISBN 978-4-253-28541-4 / ISBN 978-4-253-28540-7（特装版）

## 舞台
「『桃源暗鬼』プロジェクト」第1弾として、2023年8月に舞台化が決定。主演は阿部顕嵐。東京都の銀河劇場にて2024年2月17日から25日まで、大阪府の梅田芸術劇場にて同年2月29日から3月3日まで開催。2025年1月4日から19日まで、東京都の銀河劇場にて続編となる「舞台『桃源暗鬼』-練馬編-」の公演が予定されている。練馬編では演出を松崎史也、脚本を畑雅文、脚本協力を竹村晋太朗、音楽を谷ナオキが担当する。

### キャスト
- 一ノ瀬四季 - 阿部顕嵐[13][282]
- 無陀野無人 - 立花裕大[281][282]
- 皇后崎迅 - 高橋怜也[281][282]
- 矢颪碇 - 草地稜之[281][282]
- 遊摺部従児 - 廣野凌大[281][282]
- 屏風ヶ浦帆稀 - 綿谷優奈[281]（宮河志帆[282]）
- 手術岾ロクロ - 灰塚宗史[281][282]
- 漣水鶏 - 山崎紫生[281][282]
- 花魁坂京夜 - 田口涼[281]
- 一ノ瀬剛志 - 竹村晋太朗[281]
- 芽衣 - 岡田六花、岩本佳子（Wキャスト）[281]
- 桃宮唾切 - 北村諒[281]
- 桃草蓬 - 石川萌香[281]
- 桃部真中 - 船木政秀[281]
- 桃屋五月雨 - 松田賢二[281]
- 桃寺神門 - 酒寄楓太[282]
- 桃華月詠 - 岸本勇太[282]
- 桃角桜介 - 相澤莉多[282]
- 桃厳深夜 - 武子直輝[282]
- 淀川真澄 - 佐藤永典[282]
- 並木度馨 - 中村泰仁[282]

### 制作

#### 演出
演出の松崎史也によると、松田賢二から子役である岡田六花や岩本佳子まで混在した世代の役者がおり、北村諒のような2.5次元俳優や「これから舞台を踏む機会が増えそうな役者」など、「多様な役者のいる立ち位置そのものが、鬼ヶ島にいる彼らと重なるような気」がする舞台である。原作の漫画で「つまらないシーンを描かないという気概があるところ」が松崎は好きな部分のひとつであり、演劇でも「緩急の急の量が多いところ」を表現したいと考えていたと話している。原作ファンに演劇で「物語を届ける」ことはリスクがあり、「どうすれば素晴らしいものとして届けられるか」を考え、常に試行錯誤している。松崎は練馬編をとても好んでおり、「早く舞台化したい」と考えていた。練馬編については原作を第一に大切に思いながら、「生身の人間ならではの迫力を出し切りたい」と述べている。
「血蝕解放」の演出は、アクション監督の竹村晋太朗と松崎で行われた。身体的表現の特徴を竹村の劇団では「人間CG」と呼ぶが、本作の舞台においても「そういう表現ができたら面白いだろう」と松崎は考え、表現されている。

#### キャスト
一ノ瀬四季役を演じた阿部顕嵐は、「原作のテンポのよさを舞台でも活かしたい」と考え、「バトンリレーのような感覚で、流れを止めないこと」を意識して演じている。練馬出身の阿部は、子どものころに行っていた場所が作中に登場することもあり、熱を入れて演じている。
無陀野無人役を演じた立花裕大は「ローラースケートと傘を使った舞台はそう多くないと思う」ため、「しっかり演劇として成立させて世に出したら、ものすごく面白くなるだろう」と考え、その部分にこだわりを持って練習した。原作者である漆原侑来は立花のローラースケートでのアクションを見た際、「この舞台、勝ったな」と思うほど「素晴らしいもの」だと感じた。漆原によると原作のファンからも反響があり、「原作ファンが舞台ファンになったのを実感」したと話している。

## テレビアニメ
「『桃源暗鬼』プロジェクト」第2弾としてテレビアニメ化。2025年7月より日本テレビ系列『FRIDAY ANIME NIGHT』枠ほかにて放送中。第2クールは同年10月より放送予定。
2025年6月21日にアニメのジャパンプレミアを開催。浦和希、神谷浩史、西山宏太朗が各話を振り返る内容などの話が行われた。イベントにてオリジナルのミニアニメ『おにもももも』の制作が発表されている。

### スタッフ
- 原作 - 漆原侑来[114]
- 監督 - 野中阿斗[114]
- 監督補佐 - 橋本裕之[114]
- シリーズ構成・脚本 - 菅原雪絵[114]
- キャラクターデザイン・総作画監督 - 網サキ涼子[114]
- 総作画監督 - よぴ
- デザインワークス - 吉田みずき、倉橋N濘、越智優帆、有澤寛
- 美術監督 - Scott MacDonald[114]
- 美術設定 - 別役裕之[114]
- 色彩設計 - 多田早希[114]
- 撮影監督 - 芹澤直樹[114]
- CG監督 - 福島涼太[114]
- 編集 - 岡崎由美佳[114]
- 音響監督 - 飯田里樹[114]
- 音響効果 - 奥田維鬼、牛黒希美
- 音響制作 - アルエットスタジオ
- 音楽 - KOHTA YAMAMOTO[114]
- 音楽制作 - ポニーキャニオン[114]
- 音楽プロデューサー - 松岡貴徳
- チーフプロデューサー - 鍋岩晶子、大澤弘子、松山英生、宮﨑裕司
- プロデューサー - 松岡貴徳、日向泰隆、蛯名亮、安谷屋佑馬、村松裕基
- アニメーションプロデューサー - 秋田信人
- アニメーション制作 - スタジオ雲雀[114]
- 製作 - 桃源暗鬼製作委員会

### 主題歌
「OVERNIGHT」
THE ORAL CIGARETTESによる第1クールのオープニングテーマ。作詞・作曲は山中拓也、編曲はTHE ORAL CIGARETTESと辻村有記。
「What is justice?」
BAND-MAIDによる第1クールのエンディングテーマ。作詞は小鳩ミク、作曲はBAND-MAID。
「阿弥陀籤」
超学生による第2クールのオープニングテーマ。
「ACTION」
eillによる第1クールのエンディングテーマ。

### 各話リスト
| 話数 | サブタイトル                 | 脚本     | 絵コンテ           | 演出              | 作画監督                                                         | 総作画監督                 | 初放送日       |
| ---- | ---------------------------- | -------- | ------------------ | ----------------- | ---------------------------------------------------------------- | -------------------------- | -------------- |
| #01  | 鬼の血                       | 菅原雪絵 | 木野目優 野中阿斗  | 木野目優 野中阿斗 | 安形佳己 飯田真樹 廣瀬智仁 中城悦雄                              | 網サキ涼子 よぴ            | 2025年 7月11日 |
| #02  | 成し遂げたいなら、勝ち続けろ | 菅原雪絵 | 木野目優 野中阿斗  | 野中阿斗          | 安形佳己 飯田真樹 廣瀬智仁 中城悦雄                              | 網サキ涼子 よぴ            | 7月18日        |
| #03  | 血蝕解放                     | 菅原雪絵 | 三浦唯             | 木村佳嗣          | 安形佳己 飯田真樹 廣瀬智仁 中城悦雄                              | 網サキ涼子 よぴ            | 7月25日        |
| #04  | 協力しろ                     | 菅原雪絵 | なかの★陽 野中阿斗 | 金森勝            | 安形佳己 飯田真樹 中城悦雄 北川知子                              | 網サキ涼子 よぴ 河野のぞみ | 8月1日         |
| #05  | ヤバい奴                     | 木野目優 | 木野目優           | 木野目優 野中阿斗 | 北川知子 安形佳己 稲田真樹 中城悦雄 松村尚雄 四沢聖矢 廣瀬智仁   | 網サキ涼子 よぴ            | 8月8日         |
| #06  | 外の道にも限度があるだろう   | 田沢大典 | なかの★陽          | 谷澤篤二          | 安形佳己 稲田真樹 廣瀬智仁 中城悦雄 四沢聖矢 北川知子 吉田みずき | 網サキ涼子 よぴ            | 8月15日        |

### 放送局
| 放送期間        | 放送時間                     | 放送局                                | 対象地域 | 備考                                                 |
| --------------- | ---------------------------- | ------------------------------------- | -------- | ---------------------------------------------------- |
| 2025年7月11日 - | 金曜 23:00 - 23:30           | 日本テレビ（製作参加） ほか系列全30局 | 日本国内 | 字幕放送 / 連動データ放送 / 『FRIDAY ANIME NIGHT』枠 |
| 2025年7月13日 - | 日曜 0:30 - 0:56（土曜深夜） | BS日テレ                              | 日本全域 | BS/BS4K放送 / 『アニメにむちゅ〜』枠                 |

| 配信開始日    | 配信時間                           | 配信サイト | 備考                    |
| ------------- | ---------------------------------- | --- | ----------------------- |
| 2025年7月12日 | 土曜 0:00 - 0:30（金曜深夜）       | ABEMA | 最新話無料配信          |
|               | 土曜 0:00（金曜深夜） 更新         | ABEMAプレミアム | 見放題配信              |
| 2025年7月13日 | 日曜 0:00（土曜深夜） 更新         | ABEMAビデオ | 最新話1週間限定無料配信 |
| 2025年7月15日 | 火曜 0:00（月曜深夜） 以降順次更新 | AnimeFesta アニメ放題 バンダイチャンネル dアニメストア DMM TV FOD Hulu J:COM STREAM Lemino milplus Netflix TELASA （本店・ Pontaパス ） Prime Video U-NEXT           | 見放題配信              |
|               |                                    | バンダイチャンネル Google TV YouTube HAPPY!動画 J:COM STREAM milplus ムービーフルPlus ニコニコチャンネル Prime Video Rakuten TV TELASA ビデオマーケット ビデックスJP | レンタル配信            |
|               | 火曜 0:00 - 0:30（月曜深夜）       | ニコニコ生放送 | 最新話無料配信          |
| 2025年7月18日 | 金曜 0:00（木曜深夜） 更新         | 日テレTADA TVer | 最新話期間限定無料配信  |

### BD
| 巻 | 発売日            | 収録話 | 規格品番   |
| -- | ----------------- | ------ | ---------- |
| 一 | 2025年10月8日予定 | 未公表 | PCXP-51221 |
| 二 | 2025年11月5日予定 | 未公表 | PCXP-51222 |
| 三 | 2025年12月3日予定 | 未公表 | PCXP-51223 |
| 四 | 2026年1月28日予定 | 未公表 | PCXP-51224 |
| 五 | 2026年2月18日予定 | 未公表 | PCXP-51225 |
| 六 | 2026年3月25日予定 | 未公表 | PCXP-51226 |

| 日本テレビ系列 FRIDAY ANIME NIGHT | 日本テレビ系列 FRIDAY ANIME NIGHT | 日本テレビ系列 FRIDAY ANIME NIGHT |
| 前番組                            | 番組名                            | 次番組                            |
| --------------------------------- | --------------------------------- | --------------------------------- |
| 薬屋のひとりごと（第2期）         | 桃源暗鬼                          | -                                 |

## ゲーム
桃源暗鬼 Crimson Inferno
Com2uS Japan開発・運営によるスマートフォンおよびPC向けゲーム。
「『桃源暗鬼』プロジェクト」第3弾として発表された。2025年内の公開が予定されている。

## コラボレート
2021年10月21日発売の『週刊少年チャンピオン』47号ではグラビアタレントの伊織もえとコラボレート。伊織がコスプレをし、本作とのコラボグラビアが掲載された。
2022年7月7日、水曜日のカンパネラとコラボレートし、「桃太郎」の楽曲を使用したPVを公開。PVは曲に合わせて登場人物やストーリーを紹介する内容となっている。2023年10月、サンリオとコラボレートを展開。
2024年9月22日から10月21日まで、お笑いコンビの春とヒコーキとコラボレートし、秋田書店の公式YouTubeチャンネルでCMを公開。